# Thụy hiệu
Thụy hiệu (chữ Hán: 諡號), còn gọi là hiệu bụt hoặc thụy danh theo ngôn ngữ Việt Nam, là danh hiệu mà các vị quân chủ, chư hầu, đại thần, hậu phi, quyền quý, tu sĩ và đạo sĩ ở Đông Á thời cổ đại được chính quyền ban tặng sau khi qua đời, dựa trên công trạng và đạo đức trong suốt cuộc đời của họ. Phong tục này phổ biến ở Trung Quốc, Triều Tiên, Việt Nam và Nhật Bản, mặc dù cũng có ngoại lệ, như các vị vua nước Ngô, nước Việt và nhà Tần trong thời Xuân Thu Chiến Quốc không sử dụng Thụy hiệu.
Vào thời cổ đại, các danh hiệu của Nghiêu, Thuấn, Vũ có thể được xem là hình thức sơ khai của thụy hiệu. Vào thời Trung, Hậu kỳ của nhà Thương, Thụy hiệu bắt đầu hình thành hệ thống và được sử dụng rộng rãi. Vào thời nhà Chu, dựa trên nghiên cứu khảo cổ về các minh văn trên đồ đồng của Tây Chu, phong tục này khoảng xuất hiện từ thời Chu Mục Vương trở đi. Thụy hiệu thường được dùng để tôn xưng các vị đế vương, đại thần, học giả và quý tộc thời cổ; có những danh nhân với thụy hiệu được sử dụng rộng rãi đến mức gần như trở thành biệt danh của họ, như Chư Cát Võ Hầu (Gia Cát Lượng), Hàn Văn Công (Hàn Dũ), Tăng Văn Chính (Tăng Quốc Phiên), Nhạc Võ Mặc (Nhạc Phi).
Thụy hiệu của đế vương thường do lễ quan quyết định, sau đó được vị đế vương kế vị phê chuẩn và công bố, thụy hiệu của bề tôi thì do triều đình ban tặng. Về sau, quyền ban thụy hiệu hoàn toàn thuộc về hoàng đế, quyết định nằm ở “thánh tài”.

## Khái niệm
Việc đặt thụy hiệu có từ lâu, khởi nguồn từ nền văn minh Trung Hoa, và dần dần trở thành một tục lệ hiển nhiên trong văn hóa các nước đồng văn khác. Tuy nhiên, tuy cùng thời điểm nhưng cũng vài quốc gia lại không dùng, như nước Ngô và nước Việt thời Xuân Thu. Ngoài các quân vương, thụy hiệu còn dùng cho các quan lại đại thần, quý tộc thậm chí Hoàng hậu và phi tần.
Sử thần Lê Văn Hưu từng lý giải điều này, được các sử gia đời Hậu Lê là Ngô Sĩ Liên ghi lại trong Đại Việt sử ký toàn thư:
"Thiên tử và Hoàng hậu khi mới băng hà, chưa chôn vào sơn lăng, thì gọi là Đại Hành hoàng đế, Đại Hành hoàng hậu. Đến khi lăng tẩm đã yên thì hợp bầy tôi bàn xem đức hạnh hay dở để đặt thụy là Mỗ hoàng đế, Mỗ hoàng hậu, không gọi là Đại Hành nữa."
Theo giải thích của nhà nghiên cứu Thiều Chửu (Nguyễn Hữu Kha) thì chữ Thụy cũng có nghĩa như sau:
"Tên hèm, lúc người sắp chết người khác đem tính hạnh của người sắp chết ấy so sánh rồi đặt cho một tên khác để khi cúng giỗ khấn đến gọi là thụy. Ta gọi là tên cúng cơm."

## Vua chúa
Bắt đầu được sử dụng từ nhà Chu, thụy hiệu có lịch sử 800 năm lâu dài hơn miếu hiệu. Thời Tam Hoàng Ngũ Đế đến nhà Hạ, nhà Thương chưa có phép đặt thụy hiệu. Vì thụy hiệu được đặt cho những người quá cố, nó thường được đặt bởi người kế vị của người chết. Phép đặt thụy hiệu thường do người sau căn cứ vào hành trạng của người trước để đặt cho một hay nhiều chữ phù hợp.
Một số vua chúa không có thụy hiệu, có thể vì người kế vị không chịu hay chưa có cơ hội đặt tên. Các vua có nhiều võ công thường được đặt thụy là Vũ Đế (Hán Vũ Đế, Tấn Vũ Đế...), Vũ Vương (Chu Vũ Vương, Sở Vũ Vương), Vũ Công (Tấn Vũ Công, Trịnh Vũ Công)...; các vua nổi về giáo hóa được tôn là Văn Đế (Tùy Văn Đế, Hán Văn Đế), Văn Vương (Chu Văn Vương, Sở Văn Vương), Văn Công (Trịnh Văn Công, Tống Văn Công...). Vua độc ác thường được gọi là Lệ Vương, Lệ Công (Chu Lệ Vương, Mẫn Lệ công – thụy hiệu của vua quỷ Lê Uy Mục khi mới mất, sau này Lê Chiêu Tông đổi là Uy Mục); vua ngu tối thì đặt thụy là U vương, U công (Chu U Vương, Trần U Công...)
Từ thời nhà Chu đến đời nhà Tùy, các vua chúa thường có thụy hiệu ngắn 1–2 chữ, như Thành Vương, Uy Vương, Tuyên Huệ công, Hoàn Huệ Vương,... Nhưng từ thời nhà Đường, các thụy hiệu được đặt dài với nhiều chữ và do đó người sau khó nhớ hơn. Đường Cao Tổ Lý Uyên được tôn thụy hiệu là Thần Nghiêu Đại Thánh Đại Quang Hiếu hoàng đế, Trần Thái Tông được tôn thụy hiệu là Thống Thiên Ngự Cực Long Công Hậu Đức Hiền Công Hựu Thuận Thánh Văn Thần Vũ Nguyên Hiếu hoàng đế, do đó người ta lại lấy miếu hiệu để gọi vị vua đó cho thuận tiện...
Ở Nhật Bản từ thời kỳ Minh Trị, vua chỉ đặt một niên hiệu, sau khi qua đời niên hiệu này cũng trở thành thụy hiệu của ông. Chẳng như vua Mutsuhito, đặt niên hiệu là Minh Trị, sau khi qua đời năm 1912 ông được tôn thụy hiệu là Minh Trị Thiên hoàng.

### Các trường hợp đặc biệt
Các vua mất nước thường không có thụy hiệu (và cả miếu hiệu), như Mạc Mậu Hợp, Nguyễn Quang Toản hay thụy hiệu xấu như Ngọa Triều của vua Lê Long Đĩnh thời nhà Tiền Lê. Trường hợp này thường xảy ra với các vua các triều đại mất nước do chiến tranh tiêu diệt lẫn nhau, triều đại sau diệt triều đại trước không đặt thụy hiệu cho vị vua mà mình giành ngôi.
Một số trường hợp được đặt tên thụy bằng Mạt Đế, nghĩa là hoàng đế cuối cùng, như Hậu Lương Mạt Đế Chu Hữu Trinh, Đông Ngô Mạt Đế Tôn Hạo. Một số trường hợp "nhường ngôi" trong hòa bình (thực chất là ép nhường), các vua cuối cùng vẫn có thụy hiệu như Hán Hiến Đế (Lưu Hiệp), Tào Ngụy Nguyên Đế (Tào Hoán), Đông Tấn Cung Đế, Lý Chiêu Hoàng, Lê Cung Hoàng...
Trường hợp Lê Hoàn ở Việt Nam không có thụy hiệu. Tên gọi Lê Đại Hành ngày nay của ông không phải thụy hiệu và cũng không phải là miếu hiệu. Lê Văn Hưu lý giải:
Thiên tử... khi mới băng, chưa chôn vào sơn lăng, thì gọi là Đại Hành hoàng đế (nghĩa là vua sắp đi xa). Đến khi lăng tẩm đã yên thì hợp bầy tôi bàn xem đức hạnh để đặt thụy là mỗ hoàng đế..., không gọi là Đại Hành nữa. Lê Đại Hành thì lấy Đại Hành làm thụy hiệu mà truyền đến ngày nay là làm sao? Vì Ngọa Triều là con bất hiếu, lại không có bề tôi Nho học để giúp đỡ bàn về phép đặt thụy cho nên thế.

### Không dùng thụy hiệu
Triều đại không dùng thụy hiệu, ngay cả khi phép đặt thụy đã tồn tại, là nhà Tần. Theo Sử ký, Tần Thủy Hoàng cho rằng phép đặt hiệu bụt của nhà Chu là "con bàn bạc về cha, bề tôi bàn luận về vua, thật là vô phép". Do đó vua Tần bỏ phép đặt hiệu bụt mà tính theo số: từ Thủy Hoàng tới Nhị Thế, Tam Thế... tới Vạn Thế.

## Trong Phật giáo
Trong Phật giáo, thuỵ hiệu là tên hiệu của người đã mất, vì cảm niệm đức hạnh của họ mà người đời sau truy tặng. Đối tượng được tặng thuỵ hiệu: Trên từ vua chúa, công khanh, dưới đến những người có đức hạnh. Thông thường, thuỵ hiệu được ban tặng cho các vị Cao tăng, Đại sư, Bồ Tát, Quốc sư, Thiền sư, Hoà thượng, Pháp sư, Thượng nhân...
Tiết Bách Trượng Hoài Hải Thiền sư trong Cảnh Đức Truyền đăng lục q. 6 ghi:
元和九年正月十七日歸寂。壽九十五。長慶元年敕諡大智禪師。塔曰大寶勝輪。
Vào ngày 17 tháng giêng, niên hiệu Nguyên Hoà thứ 9 (814) Sư thị tịch, thọ 95 tuổi. Niên hiệu Trường Khánh thứ nhất (821) được vua ban thuỵ hiệu là Đại Trí Thiền sư, tháp hiệu Đại Bảo Thắng Luân.

## Chủng loại
Các loại thụy hiệu có thể được phân thành các loại chính như sau:
- Thượng Thụy (Loại tôn vinh): dùng để tôn vinh công đức và thành tựu người được phong thụy, thường là những lời ca ngợi cao nhất. Ví dụ: "Văn" (文) chỉ những người có tài “kinh lược trời đất”, hoặc có đức hạnh “đạo đức thâm hậu”, “chăm chỉ học hỏi”; "Võ" (武) chỉ những người có công lớn trong việc mở mang lãnh thổ, khai sáng sự nghiệp; "Tráng" (壯) và "Cương" (剛) thường dùng để ca ngợi những võ tướng đã lập chiến công hiển hách khi còn sống. Truyền thống cho rằng, hai từ "Văn" và "Võ" được coi là những lời ca ngợi cao nhất.
- Trung Thụy (Loại đồng cảm): chủ yếu bày tỏ sự đồng cảm với hoàn cảnh bất hạnh hoặc cuộc đời ngắn ngủi người được phong thụy. Ví dụ: "Mẫn" (愍) chỉ “gặp khó khăn khi đất nước gặp nguy nan”, như Lê Mẫn Đế Lê Chiêu Thống và Mẫn Lệ công Lê Uy Mục; "Hoài" (懷) chỉ “nhân từ nhưng đoản mệnh”, như Hoài Trạch Công Thành Thái.
- Hạ Thụy (Loại phê phán): dùng để phê phán lỗi lầm hoặc hành vi không tốt người được phong thụy. Ví dụ: "Dương" (煬) chỉ “ham mê hưởng lạc, xa rời lễ nghĩa”, như Tùy Dương Đế; "Lệ" (厲) chỉ “bạo ngược, vô thân” hoặc không tốt lành, như Lệ Đức hầu Lê Nghi Dân; "Hoang" (荒) chỉ “ham mê hưởng lạc, lười nhác chính sự”, như Lỗ Hoang Vương Chu Đàn; "U" (幽) chỉ “ngăn cản, không thông suốt”, như Tấn U Công; "Linh" (靈) chỉ “loạn lạc mà không bị tổn hại”, như Linh Ẩn vương Lê Tương Dực.
- Tư Thụy: bắt đầu xuất hiện vào cuối thời Chu, thịnh hành vào thời Hán, do thân thích, môn sinh, hoặc thuộc hạ người đã khuất quyết định.

Ban đầu, Thụy pháp chỉ có “Mỹ Thụy” (thụy hiệu đẹp) và “Bình Thụy” (thụy hiệu trung lập), không có “Ác Thụy” (thụy hiệu xấu). Sự phân biệt thụy hiệu tốt xấu bắt nguồn từ sau thời Tây Chu Cộng Hòa. Ví dụ, Chu Lệ Vương bị phong thụy là "Lệ" do bạo chính. Sau khi Hán Vũ Đế tôn sùng Nho học, thụy hiệu các đế vương phần lớn do bề tôi quyết định, và để tránh nói thẳng về hành vi xấu, thụy hiệu đế vương thường là Mỹ Thụy.
Một số Mỹ Thụy ban đầu mang ý nghĩa tốt đẹp, nhưng do số phận đặc biệt của một vị hoàng đế nào đó, ý nghĩa của chúng đã thay đổi. Ví dụ: "Huệ" (惠) ban đầu là Mỹ Thụy, nhưng sau khi Hán Huệ Đế và Tấn Huệ Đế trị vì, nó đã trở thành Bình Thụy; "Hiến" (献) sau khi được dùng cho Hán Hiến Đế, nó trở thành thụy hiệu thường dùng cho những vị vua mất ngôi; "Chiêu" (昭) trước thời Chiến Quốc, nó là Ác Thụy, nhưng sau thời Chiến Quốc, nó trở thành Mỹ Thụy; "Trung Hiến" (忠献) vào thời Tống, đây là thụy hiệu cao nhất cho thần tử, nhưng vào thời Minh, do ảnh hưởng Tần Cối và Sử Di Viễn, nó không còn được sử dụng nữa.

## Các chữ thụy hiệu
Trong cuốn Dịch Châu Thư (逸周书), phần "Thụy pháp giải" được coi là một trong những tiêu chuẩn đầu tiên về việc sử dụng chữ trong thụy hiệu. Người ta truyền rằng, phần này do Chu Công sáng tác và đã được áp dụng rộng rãi qua các thế hệ sau. Đến thời Đông Hán, Thái Ung trong "Đế Thụy" đã giải thích chi tiết hơn về các quy tắc sử dụng chữ trong thụy hiệu. Dưới đây là một số giải thích chính:
- Dịch Châu Thư：Thụy pháp giảiLưu trữ ngày 6 tháng 12 năm 2023 tại Wayback Machine

| Chữ Thụy                  | Lý do đặt | Giải nghĩa |
| ------------------------- | --- | --- |
| 哀 (Ai)                   | 早孤短折曰哀；恭仁短折曰哀；德之不建曰哀；遭难已甚曰哀；处死非义曰哀 | Chết yểu khi còn nhỏ gọi là "Ai"; Cung kính nhân từ mà chết yểu gọi là "Ai"; Đức hạnh không được xây dựng gọi là "Ai"; Gặp tai họa quá lớn gọi là "Ai"; Chết không phải lẽ phải gọi là "Ai". |
| 安 (An)                   | 好和不争曰安；兆民宁赖曰安；宽容平和曰安；宽裕和平曰安；所宝惟贤曰安；中心宅仁曰安；修己宁民曰安；务德不争曰安；庄敬尽礼曰安；敬而有礼曰安；貌肃辞定曰安；止于义理曰安；恭德不劳曰安；静正不迁曰安；懿恭中礼曰安；凝重合礼曰安 | Hòa nhã, không tranh giành gọi là "An"; Trăm dân tin cậy, nhờ cậy gọi là "An"; Khoan dung, bình hòa gọi là "An"; Rộng lượng, hòa bình gọi là "An"; Coi trọng người hiền gọi là "An"; Lòng dạ nhân ái gọi là "An"; Tu thân để dân yên gọi là "An"; Chăm lo đức hạnh, không tranh giành gọi là "An"; Trang trọng, kính cẩn, giữ lễ gọi là "An"; Kính trọng, có lễ độ gọi là "An"; Vẻ ngoài nghiêm túc, lời lẽ chắc chắn gọi là "An"; Hành động theo lẽ phải gọi là "An"; Cung kính có đức mà không mệt mỏi gọi là "An"; Tĩnh lặng, chính trực, không thay đổi gọi là "An"; Đức độ, cung kính, hợp lễ gọi là "An"; Trang trọng, thận trọng, hợp lễ gọi là "An". |
| 比 (Tỉ)                   | 择善而从曰比；事君有党曰比 | Lựa chọn điều thiện mà theo gọi là "Tỉ"; Thờ vua có bè đảng gọi là "Tỉ". |
| 成 (Thành)                | 安民立政曰成；刑民克服曰成；佐相克终曰成；制义克服曰成；礼乐明具曰成；持盈守满曰成；遂物之美曰成；通达强立曰成；经德秉德曰成；民和神福曰成；道兼圣智曰成；夙夜警戒曰成；曲直赴礼曰成；仁化纯被曰成；不忘久要曰成；德备礼乐曰成；德见于行曰成；久道化隆曰成；内德纯备曰成；坤宁化洽曰成 | An dân, lập chính sách gọi là "Thành"; Dùng hình pháp để dân phục tùng gọi là "Thành"; Giúp tể tướng hoàn thành nhiệm vụ gọi là "Thành"; Chế định lễ nghĩa để dân phục tùng gọi là "Thành"; Lễ nhạc rõ ràng đầy đủ gọi là "Thành"; Giữ gìn sự đầy đủ gọi là "Thành"; Làm nên vẻ đẹp của sự vật gọi là "Thành"; Thông đạt, kiên cường gọi là "Thành"; Giữ gìn, tuân theo đạo đức gọi là "Thành"; Dân hòa thuận, được thần ban phúc gọi là "Thành"; Có đạo đức, trí tuệ của bậc thánh gọi là "Thành"; Sớm tối cảnh giác gọi là "Thành"; Ngay thẳng, hợp lễ gọi là "Thành"; Lòng nhân ái thuần khiết gọi là "Thành"; Không quên lời hẹn ước lâu dài gọi là "Thành"; Đầy đủ đức hạnh, lễ nhạc gọi là "Thành"; Đức hạnh thể hiện ra hành động gọi là "Thành"; Đạo đức lâu dài, giáo hóa rộng khắp gọi là "Thành"; Nội đức thuần khiết đầy đủ gọi là "Thành"; Đất trời yên ổn, giáo hóa thấm nhuần gọi là "Thành". |
| 诚 (Thành)                | 纯德合天曰诚；从容中道曰诚；推心御物曰诚；秉德纯一曰诚；明信率下曰诚；肫笃无欺曰诚；实心施惠曰诚 | Đức hạnh thuần khiết, hợp với trời gọi là "Thành"; Hành xử điềm tĩnh, đúng mực gọi là "Thành"; Chân thành đối đãi với người gọi là "Thành"; Giữ đức hạnh thuần nhất gọi là "Thành"; Thành tín, làm gương cho cấp dưới gọi là "Thành"; Thành thật, không lừa dối gọi là "Thành"; Thực lòng giúp đỡ người khác gọi là "Thành". |
| 冲 (Xung)                 | 幼少在位曰冲；幼少短折曰冲 | Còn nhỏ tuổi mà đã lên ngôi gọi là "Xung"; Còn nhỏ tuổi mà chết sớm gọi là "Xung". |
| 崇 (Sùng)                 | 能修其官曰崇 | Có khả năng tu sửa, làm tốt chức quan gọi là "Sùng". |
| 纯 (Thuần)                | 中正精粹曰纯；见素抱朴曰纯；安危一心曰纯；志虑忠实曰纯；至诚无息曰纯；内心和一曰纯；治理精粹曰纯 | Trung chính, tinh túy gọi là "Thuần"; Giữ gìn sự giản dị, chất phác gọi là "Thuần"; An nguy đều một lòng gọi là "Thuần"; Chí hướng, suy nghĩ trung thực gọi là "Thuần"; Chí thành không ngừng nghỉ gọi là "Thuần"; Nội tâm hòa hợp gọi là "Thuần"; Cai trị đất nước tinh túy gọi là "Thuần". |
| 慈 (Từ)                   | 视民如子曰慈；爱育必周曰慈；抚柔平恕曰慈 | Coi dân như con gọi là "Từ"; Yêu thương, nuôi dưỡng dân chu đáo gọi là "Từ"; Vỗ về, mềm mỏng, bình dị, khoan dung gọi là "Từ". |
| 聪 (Thông)                | 声入心通曰聪；迩言必察曰聪 | Nghe âm thanh mà thấu hiểu trong lòng gọi là "Thông"; Xét nét lời nói gần gũi gọi là "Thông". |
| 达 (Đạt)                  | 质直好义曰达；疏通中理曰达 | Chất phác, ngay thẳng, thích nghĩa gọi là "Đạt"; Thông suốt, hợp lý gọi là "Đạt". |
| 大 (Đại)                  | 则天法尧曰大 | Noi theo trời, bắt chước vua Nghiêu gọi là "Đại". |
| 戴 (Đới)                  | 爱民好治曰戴；典礼不愆曰戴 | Yêu dân, thích cai trị gọi là "Đới"; Giữ gìn điển lễ không sai sót gọi là "Đới". |
| 荡 (Đãng)                 | 好内远礼曰荡；狂而无据曰荡 | Thích gần gũi người thân mà xa rời lễ nghĩa gọi là "Đãng"; Cuồng bạo, không có căn cứ gọi là "Đãng". |
| 悼 (Đạo)                  | 肆行劳祀曰悼；中年早夭曰悼；恐惧从处曰悼；未中早夭曰悼 | Làm việc cúng tế bừa bãi, mệt nhọc gọi là "Đạo"; Trung niên chết sớm gọi là "Đạo"; Sợ hãi, lo lắng gọi là "Đạo"; Chưa đến tuổi trung niên mà chết sớm gọi là "Đạo". |
| 道 (Đạo)                  | 以德化民曰道 | Dùng đức hạnh để giáo hóa dân gọi là "Đạo". |
| 德 (Đức)                  | 绥柔士民曰德；谏争不威曰德；谋虑不威曰德；贵而好礼曰德；忠和纯备曰德；绥怀来人曰德；强直温柔曰德；勤恤民隐曰德；忠诚上实曰德；辅世长民曰德；宽众忧役曰德；刚塞简廉曰德；惠和纯淑曰德；富贵好礼曰德；功成民用曰德；修文来远曰德；睿智日新曰德；善政养民曰德；尊贤亲亲曰德；仁而有化曰德；忧在进贤曰德；宽栗扰毅曰德；直温强义曰德；谏诤不违曰德；周旋中礼曰德；泽及遐外曰德；懿修罔懈曰德                             | An ủi, vỗ về sĩ dân gọi là "Đức"; Can gián tranh luận mà không uy hiếp gọi là "Đức"; Mưu tính lo xa mà không uy hiếp gọi là "Đức"; Cao quý mà thích lễ nghĩa gọi là "Đức"; Trung thành, hòa nhã, đức hạnh thuần khiết gọi là "Đức"; An ủi, thu phục người từ xa đến gọi là "Đức"; Mạnh mẽ, ngay thẳng, ôn hòa gọi là "Đức"; Chăm chỉ lo lắng cho nỗi khổ của dân gọi là "Đức"; Trung thành, thành thật với bề trên gọi là "Đức"; Giúp đời trị dân gọi là "Đức"; Khoan dung với mọi người, giảm bớt lao dịch gọi là "Đức"; Cương trực, kiệm ước, liêm khiết gọi là "Đức"; Nhân huệ, hòa nhã, thuần hậu gọi là "Đức"; Giàu sang mà thích lễ nghĩa gọi là "Đức"; Lập công lớn, có ích cho dân gọi là "Đức"; Tu sửa văn hóa để thu phục người từ xa gọi là "Đức"; Trí tuệ sáng suốt, đổi mới mỗi ngày gọi là "Đức"; Dùng chính sách tốt để nuôi dưỡng dân gọi là "Đức"; Tôn trọng người hiền, yêu thương người thân gọi là "Đức"; Nhân ái, giáo hóa dân gọi là "Đức"; Lo lắng trong việc tiến cử người hiền gọi là "Đức"; Khoan dung, nghiêm khắc, cương nghị gọi là "Đức"; Ngay thẳng, ôn hòa, mạnh mẽ, chính nghĩa gọi là "Đức"; Can gián không trái đạo lý gọi là "Đức"; Hành xử đúng lễ nghĩa gọi là "Đức"; Ân trạch đến muôn nơi gọi là "Đức"; Đức hạnh tốt đẹp, không ngừng nỗ lực tu dưỡng gọi là "Đức". |
| 丁 (Đinh)                 | 述善不克曰丁；述义不悌曰丁；迷而不悌曰丁 | Thuật lại điều thiện mà không làm được gọi là "Đinh"; Thuật lại điều nghĩa mà không kính nhường gọi là "Đinh"; Mê muội, không kính nhường gọi là "Đinh". |
| 鼎 (Đỉnh)                 | 追改前过曰鼎 | Biết hối cải lỗi lầm trước đây gọi là "Đỉnh". |
| 定 (Định)                 | 大虑静民曰定；安民大虑曰定；纯行不爽曰定；安民法古曰定；纯行不二曰定；追补前过曰定；仁能一众曰定；嗣成武功曰定；践行不爽曰定；审于事情曰定；德操纯固曰定；以劳定国曰定；克绥邦家曰定；静正无为曰定；大应慈仁曰定；义安中外曰定；镇静守度曰定 | Lo nghĩ lớn lao để dân yên ổn gọi là "Định"; An dân, lo nghĩ lớn lao gọi là "Định"; Hành động thuần khiết không sai sót gọi là "Định"; An dân, noi theo phép tắc cổ xưa gọi là "Định"; Hành động thuần khiết không hai lòng gọi là "Định"; Biết hối cải lỗi lầm trước đây gọi là "Định"; Nhân từ có thể thống nhất lòng người gọi là "Định"; Kế thừa, hoàn thành võ công gọi là "Định"; Thực hành không sai sót gọi là "Định"; Xem xét kỹ lưỡng mọi việc gọi là "Định"; Đức hạnh thuần khiết, kiên định gọi là "Định"; Dùng lao động để ổn định đất nước gọi là "Định"; Có thể giữ yên nhà nước gọi là "Định"; Tĩnh lặng, chính trực, vô vi gọi là "Định"; Lòng đại độ, từ bi, nhân ái gọi là "Định"; Dùng nghĩa để an định trong và ngoài gọi là "Định"; Trấn tĩnh, yên ổn, giữ đúng khuôn phép gọi là "Định". |
| 度 (Độ)                   | 心能制义曰度；进退可轨曰度；守法纬民曰度；从容有常曰度；礼仪咨善曰度；宽裕有容曰度；创制垂法曰度；懿徽足式曰度 | Tâm có thể chế định lễ nghĩa gọi là "Độ"; Tiến thoái hợp khuôn phép gọi là "Độ"; Giữ pháp luật để cai trị dân gọi là "Độ"; Ung dung tự tại, có quy tắc gọi là "Độ"; Có lễ nghi, hỏi ý kiến người hiền gọi là "Độ"; Khoan dung, rộng lượng, bao dung gọi là "Độ"; Sáng tạo, đặt ra pháp luật gọi là "Độ"; Đức hạnh tốt đẹp, đáng làm khuôn mẫu gọi là "Độ". |
| 端 (Đoan)                 | 守礼执义曰端；圣修式化曰端；严恭莅下曰端；恭己有容曰端；秉心贞静曰端；守礼自重曰端 | Giữ lễ, chấp hành nghĩa gọi là "Đoan"; Thánh nhân tu dưỡng, làm gương cho dân gọi là "Đoan"; Nghiêm trang, cung kính khi cai trị người dưới gọi là "Đoan"; Cung kính bản thân, có lòng bao dung gọi là "Đoan"; Giữ lòng ngay thẳng, tĩnh lặng gọi là "Đoan"; Giữ lễ, tự trọng gọi là "Đoan". |
| 敦 (Đôn)                  | 善行不怠曰敦；温仁忠厚曰敦；能记国善曰敦；温仁厚下曰敦；笃亲睦族曰敦；树德纯固曰敦 | Làm việc thiện không mệt mỏi gọi là "Đôn"; Ôn hòa, nhân từ, trung thành, hậu đức gọi là "Đôn"; Có thể ghi nhớ điều thiện của đất nước gọi là "Đôn"; Ôn hòa, nhân từ, hậu đức với người dưới gọi là "Đôn"; Kính trọng người thân, hòa thuận với gia tộc gọi là "Đôn"; Xây dựng đức hạnh thuần khiết, kiên định gọi là "Đôn". |
| 干 (Can)                  | 犯国之纪曰干 | Phạm kỷ cương phép nước gọi là "Can". |
| 刚 (Cương)                | 追补前过曰刚；强毅果敢曰刚；致果杀敌曰刚；强而能断曰刚；自强不息曰刚；政刑明断曰刚；威强不屈曰刚；强义果敢曰刚 | Biết hối cải lỗi lầm trước đây gọi là "Cương"; Mạnh mẽ, cương nghị, quả quyết, dũng cảm gọi là "Cương"; Quả quyết giết địch gọi là "Cương"; Mạnh mẽ, có thể quyết đoán gọi là "Cương"; Tự cường không ngừng nghỉ gọi là "Cương"; Chính sách, hình phạt minh bạch, quyết đoán gọi là "Cương"; Uy nghiêm, mạnh mẽ, không khuất phục gọi là "Cương"; Mạnh mẽ, chính nghĩa, quả quyết, dũng cảm gọi là "Cương". |
| 高 (Cao)                  | 德覆万物曰高；功德盛大曰高；覆帱同天曰高 | Đức hạnh bao trùm vạn vật gọi là "Cao"; Công đức to lớn, vĩ đại gọi là "Cao"; Che chở cho muôn dân như trời che phủ gọi là "Cao". |
| 革 (Cách)                 | 献敏成行曰革 | Hiến dâng sự mẫn tiệp, hoàn thành công việc gọi là "Cách". |
| 公 (Công)                 | 立志及众曰公 | Lập chí hướng vì mọi người gọi là "Công". |
| 恭 (Cung)                 | 尊贤贵义曰恭；敬事供上曰恭；尊贤敬让曰恭；既过能改曰恭；执事坚固曰恭；爱民长弟曰恭；执礼御宾曰恭；芘亲之阙曰恭；尊长让善曰恭；渊源流通曰恭；夙夜敬事曰恭；知过能改曰恭；贤而不伐曰恭；率事以信曰恭；不懈于位曰恭；卑以自牧曰恭；不懈于德曰恭；治典不易曰恭；责难于君曰恭；正德美容曰恭；不懈为德曰恭；正己接物曰恭；昭事不忒曰恭；勤恤民隐曰恭；庄以莅下曰恭；谦和不懈曰恭；逊顺事上曰恭                             | Tôn trọng người hiền, coi trọng nghĩa gọi là "Cung"; Kính cẩn phụng sự bề trên gọi là "Cung"; Tôn trọng người hiền, kính nhường gọi là "Cung"; Đã phạm lỗi mà biết sửa đổi gọi là "Cung"; Làm việc kiên định gọi là "Cung"; Yêu dân, kính trọng người lớn tuổi gọi là "Cung"; Giữ lễ khi tiếp đãi khách gọi là "Cung"; Che chở cho lỗi lầm của cha mẹ gọi là "Cung"; Tôn trọng người lớn tuổi, nhường điều tốt đẹp gọi là "Cung"; Đức hạnh sâu rộng, lưu truyền xa gọi là "Cung"; Sớm tối kính cẩn làm việc gọi là "Cung"; Biết lỗi mà sửa đổi gọi là "Cung"; Hiền mà không khoe khoang gọi là "Cung"; Làm việc gì cũng giữ chữ tín gọi là "Cung"; Không lơ là chức vị gọi là "Cung"; Khiêm tốn để tu dưỡng bản thân gọi là "Cung"; Không lơ là đức hạnh gọi là "Cung"; Giữ gìn pháp luật không thay đổi gọi là "Cung"; Dám trách cứ vua gọi là "Cung"; Tu sửa đức hạnh, làm đẹp bản thân gọi là "Cung"; Không ngừng nỗ lực tu dưỡng đức hạnh gọi là "Cung"; Tu sửa bản thân để tiếp đãi mọi người gọi là "Cung"; Làm việc minh bạch không sai sót gọi là "Cung"; Chăm chỉ lo lắng cho nỗi khổ của dân gọi là "Cung"; Trang trọng khi cai trị người dưới gọi là "Cung"; Khiêm tốn, hòa nhã, không lơ là gọi là "Cung"; Khiêm nhường, thuận theo bề trên gọi là "Cung". |
| 光 (Quang)                | 功格上下曰光；能绍前业曰光；居上能谦曰光；功烈耿着曰光 | Công lao vang dội cả trên dưới gọi là "Quang"; Có thể kế thừa sự nghiệp của người trước gọi là "Quang"; Ở địa vị cao mà khiêm tốn gọi là "Quang"; Công lao hiển hách, rực rỡ gọi là "Quang". |
| 广 (Quảng)                | 美化及远曰广；所闻能行曰广 | Làm đẹp, lan rộng đến nơi xa gọi là "Quảng"; Nghe được điều gì thì có thể thực hành điều đó gọi là "Quảng". |
| 果 (Quả)                  | 好力致勇曰果；好学近智曰果；临事善断曰果 | Thích dùng sức mạnh để đạt được sự dũng mãnh gọi là "Quả"; Thích học hỏi để gần với trí tuệ gọi là "Quả"; Quyết đoán khi gặp sự việc gọi là "Quả". |
| 暠 (Hạo)                  | 综善典法曰暠 | Tổng hợp, làm tốt các điển pháp gọi là "Hạo". |
| 和 (Hòa)                  | 不刚不柔曰和；推贤让能曰和；柔远能迩曰和；号令悦民曰和；敦睦九族曰和；怀柔胥洽曰和；温厚无苛曰和 | Không cứng rắn cũng không nhu nhược gọi là "Hòa"; Tiến cử người hiền, nhường cho người tài gọi là "Hòa"; Vỗ về người ở xa, thu phục người ở gần gọi là "Hòa"; Hiệu lệnh khiến dân vui vẻ gọi là "Hòa"; Hòa thuận với chín đời trong gia tộc gọi là "Hòa"; Vỗ về, hòa hợp mọi người gọi là "Hòa"; Ôn hòa, hậu đức, không hà khắc gọi là "Hòa". |
| 厚 (Hậu)                  | 思虑不爽曰厚；强毅敦朴曰厚；敦仁爱众曰厚 | Suy nghĩ chu đáo không sai sót gọi là "Hậu"; Mạnh mẽ, cương nghị, chân chất, giản dị gọi là "Hậu"; Đức hạnh 厚 hậu đức, nhân ái, yêu thương mọi người gọi là "Hậu". |
| 胡 (Hồ)                   | 弥年寿考曰胡；保民耆艾曰胡；保民畏惧曰胡 | Sống lâu, hưởng tuổi già gọi là "Hồ"; Bảo vệ dân, được dân kính trọng gọi là "Hồ"; Bảo vệ dân, khiến dân sợ hãi gọi là "Hồ". |
| 怀 (Hoài)                 | 执义扬善曰怀；慈仁短折曰怀；慈仁知节曰怀；失位而死曰怀；慈仁哲行曰怀；民思其惠曰怀 | Chấp hành nghĩa, nêu cao điều thiện gọi là "Hoài"; Từ bi nhân ái mà chết sớm gọi là "Hoài"; Từ bi nhân ái, biết tiết kiệm gọi là "Hoài"; Mất chức vị mà chết gọi là "Hoài"; Từ bi nhân ái, có hành động trí tuệ gọi là "Hoài"; Được dân nhớ đến ân huệ gọi là "Hoài". |
| 桓 (Hoàn)                 | 辟土服远曰桓；克敬勤民曰桓；辟土兼国曰桓；武定四方曰桓；克亟成功曰桓；克敌服远曰桓；能成武志曰桓；壮以有力曰桓 | Khai phá đất đai, chinh phục phương xa gọi là "Hoàn"; Kính cẩn, chăm chỉ với dân gọi là "Hoàn"; Khai phá đất đai, mở rộng bờ cõi gọi là "Hoàn"; Dùng vũ lực để bình định bốn phương gọi là "Hoàn"; Có thể nhanh chóng thành công gọi là "Hoàn"; Có thể đánh bại kẻ địch, chinh phục phương xa gọi là "Hoàn"; Có thể hoàn thành chí hướng võ nghiệp gọi là "Hoàn"; Tráng kiện, có sức mạnh gọi là "Hoàn". |
| 荒 (Hoang)                | 凶年无谷曰荒；外内从乱曰荒；好乐怠政曰荒；昏乱纪度曰荒；从乐不反曰荒；狎侮五常曰荒 | Năm mất mùa không có thóc gạo gọi là "Hoang"; Trong ngoài đều hỗn loạn gọi là "Hoang"; Thích vui chơi lười biếng chính sự gọi là "Hoang"; Mê muội làm loạn kỷ cương phép tắc gọi là "Hoang"; Ham mê vui chơi không biết trở về gọi là "Hoang"; Khinh nhờn năm đức thường gọi là "Hoang". |
| 徽 (Huy)                  | 元德充美曰徽 | Đức hạnh cao đẹp, đầy đủ gọi là "Huy". |
| 惠 (Huệ)                  | 柔质慈民曰惠；爱民好与曰惠；柔质爱课曰惠；柔质受谏曰惠；施勤无私曰惠；慈仁好与曰惠；爱民好学曰惠；宽裕慈仁曰惠；和而不流曰惠；慈哲远识曰惠；能绥四方曰惠；子爱困穷曰惠；俭以厚下曰惠；淑质受谏曰惠；恩能及下曰惠；宽裕不苛曰惠；遗爱在民曰惠；分人以财曰惠；利而不费曰惠；抚字心殷曰惠；兴利裕民曰惠；德威可怀曰惠；泽及万世曰惠；仁恕中存曰惠；慈恩广被曰惠                                                         | Phẩm chất mềm mỏng, thương dân gọi là "Huệ"; Yêu dân, thích ban phát gọi là "Huệ"; Phẩm chất mềm mỏng, yêu thích việc dạy dỗ gọi là "Huệ"; Phẩm chất mềm mỏng, biết nghe lời can gián gọi là "Huệ"; Làm việc chăm chỉ, không tư lợi gọi là "Huệ"; Từ bi nhân ái, thích ban phát gọi là "Huệ"; Yêu dân, thích học hỏi gọi là "Huệ"; Khoan dung, rộng lượng, từ bi, nhân ái gọi là "Huệ"; Hòa nhã mà không xu thời gọi là "Huệ"; Từ bi, trí tuệ, có tầm nhìn xa gọi là "Huệ"; Có thể vỗ về bốn phương gọi là "Huệ"; Yêu thương con cái, người nghèo khó gọi là "Huệ"; Tiết kiệm để hậu đãi người dưới gọi là "Huệ"; Phẩm chất tốt đẹp, biết nghe lời can gián gọi là "Huệ"; Ân huệ đến được người dưới gọi là "Huệ"; Khoan dung, rộng lượng, không hà khắc gọi là "Huệ"; Để lại tình yêu thương cho dân gọi là "Huệ"; Chia sẻ tiền bạc cho người khác gọi là "Huệ"; Làm lợi mà không tốn kém gọi là "Huệ"; Vỗ về dân chúng ân cần gọi là "Huệ"; Làm lợi, làm giàu cho dân gọi là "Huệ"; Đức hạnh, uy nghiêm đáng quý gọi là "Huệ"; Ân trạch đến muôn đời gọi là "Huệ"; Lòng nhân ái, khoan dung gọi là "Huệ"; Lòng từ bi, ân huệ rộng khắp gọi là "Huệ". |
| 惑 (Hoặc)                 | 满志多穷曰惑；以欲忘道曰惑；淫溺丧志曰惑；妇言是用曰惑；夸志多穷曰惑 | Tự mãn, thường gặp khốn cùng gọi là "Hoặc"; Vì dục vọng mà quên mất đạo lý gọi là "Hoặc"; Dâm loạn, mất chí hướng gọi là "Hoặc"; Nghe theo lời đàn bà gọi là "Hoặc"; Khoe khoang chí hướng, thường gặp khốn cùng gọi là "Hoặc". |
| 基 (Cơ)                   | 德性温恭曰基 | Đức hạnh ôn hòa, cung kính gọi là "Cơ". |
| 坚 (Kiên)                 | 彰义掩过曰坚；磨而不磷曰坚 | Làm nổi bật điều nghĩa, che lấp lỗi lầm gọi là "Kiên"; Mài mà không mòn gọi là "Kiên". |
| 俭 (Kiệm)                 | 菲薄废礼曰俭；节以制度曰俭；举事有经曰俭 | Keo kiệt đến mức bỏ phế lễ nghĩa gọi là "Kiệm"; Tiết kiệm theo khuôn phép gọi là "Kiệm"; Làm việc gì cũng có quy củ gọi là "Kiệm". |
| 简 (Giản)                 | 一德不懈曰简；平易不訾曰简；治典不杀曰简；正直无邪曰简；易从有功曰简；平易无疵曰简；至德临下曰简；仕不躁进曰简；能行直道曰简；执要能固曰简 | Một lòng giữ đức hạnh không lơ là gọi là "Giản"; Bình dị, không bị chê bai gọi là "Giản"; Pháp luật cai trị không hà khắc gọi là "Giản"; Chính trực, không gian tà gọi là "Giản"; Dễ dàng theo lời phải, có công lao gọi là "Giản"; Bình dị, không có tì vết gọi là "Giản"; Đức hạnh cao thượng cai trị người dưới gọi là "Giản"; Làm quan không vội vàng tiến thân gọi là "Giản"; Có thể hành động theo con đường chính trực gọi là "Giản"; Nắm giữ yếu lĩnh, có thể kiên định gọi là "Giản". |
| 节 (Tiết)                 | 好廉自克曰节；不侈情欲曰节；巧而好度曰节；能固所守曰节；谨行节度曰节；躬俭中礼曰节；直道不挠曰节；临义不夺曰节；艰危莫夺曰节 | Thích thanh liêm, tự kiềm chế gọi là "Tiết"; Không xa xỉ, phóng túng dục vọng gọi là "Tiết"; Khéo léo, thích khuôn phép gọi là "Tiết"; Có thể giữ vững điều mình theo đuổi gọi là "Tiết"; Cẩn trọng hành động, giữ khuôn phép gọi là "Tiết"; Tự mình tiết kiệm, hợp lễ gọi là "Tiết"; Giữ đạo ngay thẳng không lay chuyển gọi là "Tiết"; Gặp điều nghĩa không bỏ qua gọi là "Tiết"; Gian nguy cũng không lay chuyển được chí hướng gọi là "Tiết". |
| 介 (Giới)                 | 执一不迁曰介 | Giữ vững một lòng không thay đổi gọi là "Giới". |
| 景 (Cảnh)                 | 由义而济曰景；耆意大虑曰景；布义行刚曰景；致志大图曰景；繇义而成曰景；德行可仰曰景；法义而齐曰景；明照旁周曰景 | Làm nên sự nghiệp nhờ nghĩa gọi là "Cảnh"; Ý chí cao cả, lo nghĩ lớn lao gọi là "Cảnh"; Làm việc nghĩa, hành động cương quyết gọi là "Cảnh"; Dồn hết tâm trí vào việc lớn gọi là "Cảnh"; Thành công nhờ nghĩa gọi là "Cảnh"; Đức hạnh đáng ngưỡng mộ gọi là "Cảnh"; Dùng pháp luật, nghĩa để chỉnh đốn gọi là "Cảnh"; Sáng suốt soi tỏ khắp nơi gọi là "Cảnh". |
| 敬 (Kính)                 | 夙夜警戒曰敬；令善典法曰敬；夙夜恭事曰敬；象方益平曰敬；象方益年曰敬；夙兴夜寐曰敬；众方克就曰敬；齐庄中正曰敬；广直勤正曰敬；廉直劲正曰敬；难不忘君曰敬；受命不迁曰敬；畏天爱民曰敬；陈善闭邪曰敬；威仪悉备曰敬；戒尊师傅曰敬；戒惧无违曰敬；小心恭事曰敬；戒慎几微曰敬；肃恭无怠曰敬；齐庄自持曰敬；应事无慢曰敬                                                                                                   | Sớm tối cảnh giác gọi là "Kính"; Pháp luật tốt đẹp gọi là "Kính"; Sớm tối cung kính làm việc gọi là "Kính"; Giống như phương vuông, ngày càng bình dị gọi là "Kính"; Giống như phương vuông, ngày càng lớn tuổi gọi là "Kính"; Dậy sớm ngủ muộn gọi là "Kính"; Có thể thành công trong mọi việc gọi là "Kính"; Trang nghiêm, chỉnh tề, trung chính gọi là "Kính"; Rộng rãi, ngay thẳng, chăm chỉ, chính trực gọi là "Kính"; Thanh liêm, ngay thẳng, mạnh mẽ, chính trực gọi là "Kính"; Gặp khó khăn không quên vua gọi là "Kính"; Nhận mệnh không thay đổi gọi là "Kính"; Kính sợ trời, yêu dân gọi là "Kính"; Nêu điều thiện, ngăn chặn điều ác gọi là "Kính"; Có đầy đủ uy nghi gọi là "Kính"; Răn dạy, tôn trọng thầy giáo gọi là "Kính"; Răn dạy, sợ hãi không làm trái gọi là "Kính"; Cẩn trọng, cung kính làm việc gọi là "Kính"; Răn dạy, thận trọng từ những điều nhỏ nhặt gọi là "Kính"; Nghiêm trang, cung kính, không lơ là gọi là "Kính"; Trang nghiêm, chỉnh tề, tự giữ mình gọi là "Kính"; Ứng phó với mọi việc không chậm trễ gọi là "Kính". |
| 靖 (Tĩnh)                 | 柔德安众曰靖；恭己鲜言曰靖；宽乐令终曰靖；柔德教众曰靖；柔直考终曰靖；虚己鲜言曰靖；缉熙宥密曰靖；式典安民曰靖；仁敬鲜言曰靖；慎以处位曰靖；政刑不扰曰靖；纲纪肃布曰靖；厚德安贞曰靖；律身恭简曰靖；以德安众曰靖 | Dùng đức nhu hòa để an định dân chúng gọi là "Tĩnh"; Cung kính bản thân, ít lời gọi là "Tĩnh"; Khoan dung vui vẻ đến cuối đời gọi là "Tĩnh"; Dùng đức nhu hòa để giáo hóa dân chúng gọi là "Tĩnh"; Nhu hòa, ngay thẳng, sống thọ gọi là "Tĩnh"; Khiêm nhường bản thân, ít lời gọi là "Tĩnh"; Sáng suốt, hòa ái, kín đáo gọi là "Tĩnh"; Có khuôn phép, an định dân chúng gọi là "Tĩnh"; Nhân ái, kính cẩn, ít lời gọi là "Tĩnh"; Thận trọng khi ở địa vị cao gọi là "Tĩnh"; Chính sách, hình phạt không gây rối loạn gọi là "Tĩnh"; Cương kỷ nghiêm minh gọi là "Tĩnh"; Đức hạnh 厚 hậu đức, an định gọi là "Tĩnh"; Giữ mình cung kính, giản dị gọi là "Tĩnh"; Dùng đức hạnh để an định dân chúng gọi là "Tĩnh". |
| 开 (Khai)                 | 信道轻仕曰开 | Tin vào đạo lý, coi nhẹ việc làm quan gọi là "Khai". |
| 凯 (Khải)                 | 中心乐易曰凯 | Trong lòng vui vẻ, dễ dàng gọi là "Khải". |
| 康 (Khang)                | 渊源流通曰康；温柔好乐曰康；安乐抚民曰康；合民安乐曰康；丰年好乐曰康；安乐治民曰康；好乐怠政曰康；能安兆民曰康；俊民用章曰康；久膺多福曰康；寿考且宁曰康；保民迪吉曰康；务德不争曰康；宽裕和平曰康；敬而有礼曰康；保卫社稷曰康；造道自行曰康；动而无妄曰康；温柔好善曰康；思善无逸曰康；温良好学曰康；视履安和曰康                                                                                                   | Đức hạnh sâu rộng, lưu truyền xa gọi là "Khang"; Ôn nhu, thích vui vẻ gọi là "Khang"; An lạc, vỗ về dân gọi là "Khang"; Khiến dân cùng nhau an lạc gọi là "Khang"; Năm được mùa, thích vui vẻ gọi là "Khang"; An lạc, cai trị dân gọi là "Khang"; Thích vui vẻ, lười biếng chính sự gọi là "Khang"; Có thể an định trăm họ gọi là "Khang"; Tuấn tú, có khuôn phép gọi là "Khang"; Hưởng phúc lành lâu dài gọi là "Khang"; Sống lâu, yên ổn gọi là "Khang"; Bảo vệ dân, dẫn dắt đến điều tốt lành gọi là "Khang"; Chăm lo đức hạnh, không tranh giành gọi là "Khang"; Khoan dung, rộng lượng, hòa bình gọi là "Khang"; Kính trọng, có lễ độ gọi là "Khang"; Bảo vệ xã tắc gọi là "Khang"; Tạo ra đạo lý, tự mình thực hành gọi là "Khang"; Hành động mà không sai lầm gọi là "Khang"; Ôn nhu, thích điều thiện gọi là "Khang"; Suy nghĩ điều thiện, không lười biếng gọi là "Khang"; Ôn hòa, nhân hậu, thích học hỏi gọi là "Khang"; Xem xét hành động của mình để được yên ổn, hòa thuận gọi là "Khang". |
| 考 (Khảo)                 | 大虑行节曰考；秉德不回曰考 | Lo nghĩ lớn lao, hành động tiết kiệm gọi là "Khảo"; Giữ vững đức hạnh không thay đổi gọi là "Khảo". |
| 克 (Khắc)                 | 爱民在刑曰克；秉义行刚曰克；胜敌得俊曰克；胜己之私曰克 | Yêu dân, dùng hình phạt gọi là "Khắc"; Giữ vững nghĩa, hành động cương quyết gọi là "Khắc"; Chiến thắng kẻ địch, thu phục được người tuấn tú gọi là "Khắc"; Chiến thắng được lòng riêng của bản thân gọi là "Khắc". |
| 宽 (Khoan)                | 含光得众曰宽；大德包蒙曰宽；御众不近曰宽 | Bao hàm đức hạnh, được lòng dân gọi là "Khoan"; Đại đức bao trùm mọi người gọi là "Khoan"; Cai trị dân mà không quá thân cận gọi là "Khoan". |
| 匡 (Khuông)               | 贞心大度曰匡；以法正国曰匡；辅弼王室曰匡；弥缝灾害曰匡；正君之过曰匡 | Lòng trung trinh, độ lượng gọi là "Khuông"; Dùng pháp luật để chỉnh đốn đất nước gọi là "Khuông"; Phụ tá, giúp đỡ vương thất gọi là "Khuông"; Ngăn chặn, vá víu tai họa gọi là "Khuông"; Chỉnh đốn lỗi lầm của vua gọi là "Khuông". |
| 旷 (Khoáng)               | 审音知化曰旷 | Xét âm thanh mà biết được sự giáo hóa gọi là "Khoáng". |
| 类 (Loại)                 | 施勤无私曰类；勤政无私曰类；不忝前哲曰类 | Ban phát sự cần cù, không tư lợi gọi là "Loại"; Chăm chỉ chính sự, không tư lợi gọi là "Loại"; Không làm hổ thẹn người xưa gọi là "Loại". |
| 礼 (Lễ)                   | 奉义顺则曰礼；恭俭庄敬曰礼；善自防间曰礼；躬俭中节曰礼；审节而和曰礼；着诚去伪曰礼；纳民轨物曰礼；恭俭合度曰礼；内则克修曰礼 | Phụng sự nghĩa, thuận theo phép tắc gọi là "Lễ"; Cung kính, tiết kiệm, trang trọng, kính cẩn gọi là "Lễ"; Khéo léo tự phòng ngừa sự dèm pha gọi là "Lễ"; Tự mình tiết kiệm, giữ khuôn phép gọi là "Lễ"; Xem xét kỹ lưỡng khuôn phép, hòa nhã gọi là "Lễ"; Thể hiện lòng thành, loại bỏ sự giả dối gọi là "Lễ"; Đưa dân vào khuôn phép gọi là "Lễ"; Cung kính, tiết kiệm, hợp khuôn phép gọi là "Lễ"; Tu dưỡng bản thân bên trong gọi là "Lễ". |
| 理 (Lý)                   | 才理审谛曰理；政平刑肃曰理；措正施行曰理；表章道术曰理；才敏详审曰理；治繁不扰曰理 | Có tài năng, lý lẽ, xem xét kỹ lưỡng gọi là "Lý"; Chính sách bình ổn, hình phạt nghiêm minh gọi là "Lý"; Đặt ra chính sách đúng đắn, thi hành gọi là "Lý"; Biểu dương đạo thuật gọi là "Lý"; Có tài năng mẫn tiệp, xem xét tỉ mỉ gọi là "Lý"; Cai trị việc phức tạp mà không gây rối loạn gọi là "Lý". |
| 厉 (Lệ) / 刺 (Thứ)        | 杀戮无辜曰厉；暴虐无亲曰厉；愎狠无礼曰厉；扶邪违正曰厉；长舌阶祸曰厉；不思忘爱曰刺；复狠遂过曰刺；暴戾无亲曰刺；暴慢九卿曰刺；不思安乐曰刺 | Giết chóc người vô tội gọi là "Lệ"; Tàn bạo, không thân thiện gọi là "Lệ"; Ương ngạnh, hung dữ, vô lễ gọi là "Lệ"; Giúp kẻ gian tà, trái với chính đạo gọi là "Lệ"; Dùng lời lẽ cay độc gây họa gọi là "Lệ"; Không suy nghĩ, quên mất tình yêu thương gọi là "Thứ"; Hung dữ, tiếp tục phạm lỗi gọi là "Thứ"; Tàn bạo, không thân thiện gọi là "Thứ"; Tàn bạo, khinh mạn cửu khanh gọi là "Thứ"; Không suy nghĩ đến sự an lạc gọi là "Thứ". |
| 戾 (Lệ)                   | 不悔前过曰戾；不思顺受曰戾；知过不改曰戾 | Không hối hận về lỗi lầm trước đây gọi là "Lệ"; Không suy nghĩ đến việc thuận theo, chịu đựng gọi là "Lệ"; Biết lỗi mà không sửa đổi gọi là "Lệ". |
| 良 (Lương)                | 温良好乐曰良；理顺习善曰良；小心敬事曰良；温敬寡言曰良；孝悌成性曰良；小心敬畏曰良；谋猷归美曰良；竭忠无隐曰良；宅衷易直曰良 | Ôn hòa, nhân hậu, thích vui vẻ gọi là "Lương"; Lý lẽ thuận lý, quen với điều thiện gọi là "Lương"; Cẩn trọng, kính cẩn làm việc gọi là "Lương"; Ôn hòa, kính cẩn, ít lời gọi là "Lương"; Hiếu thảo, kính trọng anh em, thành tính gọi là "Lương"; Cẩn trọng, kính sợ gọi là "Lương"; Có mưu lược tốt đẹp gọi là "Lương"; Hết lòng trung thành, không giấu giếm gọi là "Lương"; Lòng dạ ngay thẳng, giản dị gọi là "Lương". |
| 烈 (Liệt)                 | 有功安民曰烈；秉德遵业曰烈；圣功广大曰烈；海外有截曰烈；业成无兢曰烈；光有大功曰烈；戎业有光曰烈；刚正曰烈；宏济生民曰烈；庄以临下曰烈 | Có công lao, an định dân gọi là "Liệt"; Giữ vững đức hạnh, tuân theo sự nghiệp gọi là "Liệt"; Thánh công rộng lớn gọi là "Liệt"; Uy danh vang dội khắp nơi gọi là "Liệt"; Hoàn thành sự nghiệp mà không sợ hãi gọi là "Liệt"; Có công lao lớn lao, rạng rỡ gọi là "Liệt"; Có sự nghiệp võ công hiển hách gọi là "Liệt"; Cương trực, chính nghĩa gọi là "Liệt"; Có công lớn giúp đỡ dân chúng gọi là "Liệt"; Trang trọng khi cai trị người dưới gọi là "Liệt". |
| 灵 (Linh)                 | 不勤成名曰灵；死而志成曰灵；死见神能曰灵；乱而不损曰灵；好祭鬼神曰灵；极知鬼神曰灵；不遵上命曰灵；德之精明曰灵 | Không chăm chỉ mà vẫn thành danh gọi là "Linh"; Chết mà chí hướng vẫn thành gọi là "Linh"; Chết mà thể hiện năng lực thần kỳ gọi là "Linh"; Loạn lạc mà không bị tổn hại gọi là "Linh"; Thích tế lễ quỷ thần gọi là "Linh"; Hiểu biết sâu sắc về quỷ thần gọi là "Linh"; Không tuân theo mệnh lệnh của bề trên gọi là "Linh"; Đức hạnh tinh túy, sáng suốt gọi là "Linh". |
| 懋 (Mậu)                  | 以德受官曰懋；以功受赏曰懋 | Được nhận chức quan nhờ đức hạnh gọi là "Mậu"; Được nhận thưởng nhờ công lao gọi là "Mậu". |
| 密 (Mật)                  | 追补前过曰密；思虑详审曰密 | Biết hối cải lỗi lầm trước đây gọi là "Mật"; Suy nghĩ cẩn thận, tỉ mỉ gọi là "Mật". |
| 闵 (Mẫn) / 愍 (Mẫn)       | 慈仁不寿曰闵；在国遭忧曰愍；在国逢艰曰愍；祸乱方作曰愍；使民悲伤曰愍；使民折伤曰愍；在国连忧曰愍；佐国逢难曰愍；危身奉上曰愍（一般和愍混用） | Từ bi nhân ái mà không sống lâu gọi là "Mẫn"; Gặp phải lo âu trong nước gọi là "Mẫn"; Gặp phải khó khăn trong nước gọi là "Mẫn"; Gặp phải họa loạn đang nổi lên gọi là "Mẫn"; Khiến dân bi thương gọi là "Mẫn"; Khiến dân đau khổ gọi là "Mẫn"; Gặp phải nhiều lo âu trong nước gọi là "Mẫn"; Giúp nước gặp phải khó khăn gọi là "Mẫn"; Nguy thân để phụng sự bề trên gọi là "Mẫn" (thường dùng lẫn lộn với chữ 愍). |
| 敏 (Mẫn)                  | 应事有功曰敏；明作有功曰敏；英断如神曰敏；明达不滞曰敏；闻义必徙曰敏；才猷不滞曰敏；好古不怠曰敏 | Ứng phó với sự việc, có công lao gọi là "Mẫn"; Hành động minh bạch, có công lao gọi là "Mẫn"; Quyết đoán anh minh như thần gọi là "Mẫn"; Minh đạt, không trì trệ gọi là "Mẫn"; Nghe thấy điều nghĩa thì nhất định làm theo gọi là "Mẫn"; Có tài năng, mưu lược không trì trệ gọi là "Mẫn"; Thích cổ xưa, không lười biếng gọi là "Mẫn". |
| 明 (Minh)                 | 照临四方曰明；谮诉不行曰明；思虑果远曰明；保民耆艾曰明；任贤致远曰明；总集殊异曰明；独见先识曰明；能扬仄陋曰明；察色见情曰明；容义参美曰明；无幽不察曰明；圣能作则曰明；令闻不已曰明；奉若天道曰明；遏恶扬善曰明；视能致远曰明；内治和理曰明；诚身自知曰明；守静知常曰明；至诚先觉曰明；远虑防微曰明；懿行宣着曰明；智能晰理曰明；昭晰群性曰明                                                                       | Chiếu sáng khắp bốn phương gọi là "Minh"; Khiến lời gièm pha không có hiệu quả gọi là "Minh"; Suy nghĩ quyết đoán, sâu xa gọi là "Minh"; Bảo vệ dân, được dân kính trọng gọi là "Minh"; 任用 người hiền tài, đạt được mục tiêu xa xôi gọi là "Minh"; Tổng hợp những điều đặc biệt, khác lạ gọi là "Minh"; Có tầm nhìn độc đáo, biết trước gọi là "Minh"; Có thể nêu cao những điều khuất tất, thấp kém gọi là "Minh"; Quan sát vẻ mặt để biết tình cảm gọi là "Minh"; Dung nạp điều nghĩa, tham khảo điều tốt đẹp gọi là "Minh"; Không có điều gì khuất tất mà không xem xét gọi là "Minh"; Thánh nhân có thể làm gương mẫu gọi là "Minh"; Có tiếng tăm tốt đẹp không ngừng gọi là "Minh"; Tuân theo đạo trời gọi là "Minh"; Ngăn chặn điều ác, nêu cao điều thiện gọi là "Minh"; Nhìn xa trông rộng gọi là "Minh"; Cai trị nội bộ hòa thuận, có lý lẽ gọi là "Minh"; Thành thật tu thân, tự biết mình gọi là "Minh"; Giữ sự tĩnh lặng, biết lẽ thường gọi là "Minh"; Chí thành, biết trước gọi là "Minh"; Lo xa, phòng ngừa từ những điều nhỏ nhặt gọi là "Minh"; Có hành động tốt đẹp, được tuyên dương rõ ràng gọi là "Minh"; Có trí tuệ sáng suốt, thấu hiểu lý lẽ gọi là "Minh"; Làm sáng tỏ bản tính của mọi người gọi là "Minh". |
| 缪 (Mâu)                  | 名与实爽曰缪；伤人蔽贤曰缪；蔽仁伤善曰缪 | Danh tiếng không đúng với thực tế gọi là "Mâu"; Làm hại người khác, che lấp người hiền gọi là "Mâu"; Che lấp lòng nhân ái, làm tổn hại điều thiện gọi là "Mâu". |
| 穆 (Mục)                  | 布德执义曰穆；中情见貌曰穆；贤德信修曰穆；德政应和曰穆；敬和在位曰穆；德化肃和曰穆；圣敬有仪曰穆；粹德深远曰穆；肃容持敬曰穆；容仪肃敬曰穆 | Ban bố đức hạnh, chấp hành nghĩa gọi là "Mục"; Có tình cảm chân thật thể hiện ra vẻ ngoài gọi là "Mục"; Có đức hạnh hiền hậu, tu dưỡng đáng tin gọi là "Mục"; Chính sách đức trị được mọi người hưởng ứng gọi là "Mục"; Kính cẩn, hòa nhã khi ở địa vị cao gọi là "Mục"; Có giáo hóa đức hạnh nghiêm trang, hòa nhã gọi là "Mục"; Thánh nhân kính cẩn, có nghi lễ gọi là "Mục"; Đức hạnh thuần túy, sâu xa gọi là "Mục"; Có vẻ mặt nghiêm trang, giữ lòng kính cẩn gọi là "Mục"; Có dung mạo, nghi lễ nghiêm trang, kính cẩn gọi là "Mục". |
| 宁 (Ninh)                 | 裕以安民曰宁；渊衷湛一曰宁；端重自毖曰宁 | Giàu có để an định dân gọi là "Ninh"; Lòng dạ sâu xa, thuần nhất gọi là "Ninh"; Đoan trang, thận trọng, tự răn mình gọi là "Ninh". |
| 彭 (Bành)                 | 述而不作曰彭；信而好古曰彭 | Thuật lại mà không sáng tác gọi là "Bành"; Tin, thích cổ xưa gọi là "Bành". |
| 平 (Bình)                 | 治而无眚曰平；执事有制曰平；惠内无德曰平；治而清省曰平；布纲治纪曰平；克定祸乱曰平；理而无责曰平；布德均政曰平；无常无偏曰平；治道如砥曰平；分不求多曰平；政以行辟曰平；推心行恕曰平 | Cai trị mà không có lỗi lầm gọi là "Bình"; Làm việc gì cũng có quy củ gọi là "Bình"; Có ân huệ bên trong mà không có đức hạnh bên ngoài gọi là "Bình"; Cai trị mà thanh liêm, giản dị gọi là "Bình"; Ban bố cương kỷ để cai trị gọi là "Bình"; Có thể bình định họa loạn gọi là "Bình"; Cai trị có lý lẽ, không bị trách móc gọi là "Bình"; Ban bố đức hạnh, chính sách công bằng gọi là "Bình"; Không thay đổi, không thiên vị gọi là "Bình"; Đạo trị nước bằng phẳng như đá mài gọi là "Bình"; Phân chia mà không tham cầu nhiều gọi là "Bình"; Dùng chính sách để hành động chính đáng gọi là "Bình"; Lấy lòng mình mà suy ra lòng người gọi là "Bình". |
| 齐 (Tề)                   | 执心克庄曰齐；资辅共就曰齐；轻輶恭就曰齐；执正克庄曰齐 | Giữ vững lòng mình, nghiêm trang gọi là "Tề"; Được giúp đỡ, cùng nhau thành công gọi là "Tề"; Khiêm tốn, cung kính để thành công gọi là "Tề"; Giữ vững sự chính trực, nghiêm trang gọi là "Tề". |
| 祁 (Kỳ)                   | 治典不杀曰祁；经典不易曰祁；治定不陂曰祁 | Pháp luật cai trị không hà khắc gọi là "Kỳ"; Kinh điển không thay đổi gọi là "Kỳ"; Cai trị ổn định, không thiên lệch gọi là "Kỳ". |
| 迁 (Khiên)                | 博物多爱曰迁；良史实录曰迁 | Hiểu biết rộng rãi, yêu thích mọi vật gọi là "Khiên"; Sử quan giỏi, ghi chép trung thực gọi là "Khiên". |
| 强 (Cường)                | 和而不流曰强；中立不倚曰强；守道不变曰强；死不迁情曰强；自胜其心曰强。梁光禄大夫江革谥“强”。 | Hòa nhã mà không xu thời gọi là "Cường"; Trung lập, không thiên vị gọi là "Cường"; Giữ vững đạo lý không thay đổi gọi là "Cường"; Chết mà tình cảm không thay đổi gọi là "Cường"; Tự chiến thắng lòng mình gọi là "Cường". Lương Quang Lộc đại phu Giang Cách thụy là "Cường". |
| 钦 (Khâm)                 | 威仪悉备曰钦；敬事节用曰钦；克慎成宪曰钦；肃敬而承上曰钦；夙夜祗畏曰钦；敬慎万几曰钦；神明俨翼曰钦；小心励翼曰钦；寅恭供职曰钦 | Uy nghi đầy đủ gọi là "Khâm"; Kính cẩn làm việc, tiết kiệm chi dùng gọi là "Khâm"; Cẩn trọng giữ gìn pháp luật gọi là "Khâm"; Nghiêm trang, kính cẩn và vâng mệnh bề trên gọi là "Khâm"; Sớm tối kính sợ gọi là "Khâm"; Kính cẩn, thận trọng với muôn việc gọi là "Khâm"; Thần minh che chở, giúp đỡ gọi là "Khâm"; Cẩn trọng, nỗ lực hết mình gọi là "Khâm"; Cung kính, trang nghiêm khi làm việc gọi là "Khâm". |
| 勤 (Cần)                  | 温年好乐曰勤；能修其官曰勤；服劳无怨曰勤；广业不怠曰勤；勤行世业曰勤；好学力行曰勤；能修内职曰勤；夙夜匪懈曰勤；宣劳中外曰勤 | Ôn hòa, nhân hậu, thích vui vẻ gọi là "Cần"; Có thể tu sửa, làm tốt chức quan gọi là "Cần"; Chịu khó nhọc mà không oán hận gọi là "Cần"; Mở rộng sự nghiệp, không lơ là gọi là "Cần"; Chăm chỉ thực hành sự nghiệp đời đời gọi là "Cần"; Thích học hỏi, nỗ lực hành động gọi là "Cần"; Có thể tu sửa, làm tốt công việc nội bộ gọi là "Cần"; Sớm tối không lười biếng gọi là "Cần"; Tuyên dương công lao trong và ngoài gọi là "Cần". |
| 清 (Thanh)                | 避远不义曰清；洁己自爱曰清；洁己奉法曰清 | Tránh xa điều bất nghĩa gọi là "Thanh"; Giữ mình trong sạch, tự yêu quý bản thân gọi là "Thanh"; Giữ mình trong sạch, tuân theo pháp luật gọi là "Thanh". |
| 顷 (Khoảnh)               | 甄心动惧曰顷；敏以敬慎曰顷；祗勤追惧曰顷；慈仁和敏曰顷；堕覆社稷曰顷；震动过惧曰顷；阴靖多谋曰顷 | Lòng chân thành rung động, sợ hãi gọi là "Khoảnh"; Mẫn tiệp, kính cẩn, thận trọng gọi là "Khoảnh"; Cung kính, chăm chỉ, lo sợ gọi là "Khoảnh"; Từ bi nhân ái, hòa nhã, mẫn tiệp gọi là "Khoảnh"; Làm cho xã tắc suy vong, đổ nát gọi là "Khoảnh"; Chấn động, quá sợ hãi gọi là "Khoảnh"; Kín đáo, yên lặng, nhiều mưu lược gọi là "Khoảnh". |
| 悫 (Khác)                 | 行见中外曰悫；执德不惑曰悫；诚以致志曰悫；表里如一曰悫；诚心中孚曰悫；率真御下曰悫 | Hành động thể hiện ra bên ngoài gọi là "Khác"; Giữ vững đức hạnh không nghi hoặc gọi là "Khác"; Thành thật để đạt được chí hướng gọi là "Khác"; Bên trong bên ngoài như một gọi là "Khác"; Lòng thành tín, được người tin phục gọi là "Khác"; Chân thành cai trị người dưới gọi là "Khác". |
| 确 (Xác)                  | 执德不惑曰确；执德不回曰确 | Giữ vững đức hạnh không nghi hoặc gọi là "Xác"; Giữ vững đức hạnh không thay đổi gọi là "Xác". |
| 让 (Nhượng)               | 推功尚善曰让；德性宽柔曰让 | Nhường công, đề cao điều thiện gọi là "Nhượng"; Đức tính khoan dung, mềm mỏng gọi là "Nhượng". |
| 仁 (Nhân)                 | 蓄义丰功曰仁；慈民爱物曰仁；克己复礼曰仁；贵贤亲亲曰仁；杀身成仁曰仁；能以国让曰仁；利泽万世曰仁；率性安行曰仁；功施于民曰仁；屈己逮下曰仁；度功而行曰仁；宽信敏惠曰仁；爱仁立物曰仁；体元立极曰仁；如天好生曰仁；教化溥浃曰仁；慈心为质曰仁；惠爱溥洽曰仁 | Tích chứa điều nghĩa, công lao to lớn gọi là "Nhân"; Từ bi với dân, yêu thương vạn vật gọi là "Nhân"; Khắc kỷ phục lễ gọi là "Nhân"; Coi trọng người hiền, yêu thương người thân gọi là "Nhân"; Sát thân thành nhân gọi là "Nhân"; Có thể nhường ngôi nước gọi là "Nhân"; Lợi ích đến muôn đời gọi là "Nhân"; Thuận theo bản tính mà hành động yên ổn gọi là "Nhân"; Công lao ban bố cho dân gọi là "Nhân"; Khuất mình để đến với người dưới gọi là "Nhân"; Đo lường công lao mà hành động gọi là "Nhân"; Khoan dung, thành tín, mẫn tiệp, nhân huệ gọi là "Nhân"; Yêu lòng nhân ái, lập nên sự vật gọi là "Nhân"; Thể hiện sự cao cả, lập nên tiêu chuẩn mực thước gọi là "Nhân"; Như trời yêu thích sự sống gọi là "Nhân"; Giáo hóa rộng khắp gọi là "Nhân"; Lòng từ bi làm gốc gọi là "Nhân"; Ân huệ yêu thương rộng khắp gọi là "Nhân". |
| 荣 (Vinh)                 | 宠禄光大曰荣；先义后利曰荣 | Sủng lộc lớn lao, vinh hiển gọi là "Vinh"; Đặt nghĩa lên trước, lợi ích sau gọi là "Vinh". |
| 容 (Dung)                 | 宽裕温柔曰容 | Khoan dung, rộng lượng, ôn nhu gọi là "Dung". |
| 柔 (Nhu)                  | 顺德丽贞曰柔；至顺法坤曰柔 | Thuận theo đức hạnh, đẹp đẽ, trinh chính gọi là "Nhu"; Chí thuận, noi theo đức của đất gọi là "Nhu". |
| 睿 (Duệ)                  | 克念作圣曰睿；深思远虑曰睿；圣知通微曰睿；虑周事表曰睿 | Có thể suy nghĩ để trở nên thánh nhân gọi là "Duệ"; Suy nghĩ sâu xa, lo xa trông rộng gọi là "Duệ"; Thánh trí thông suốt điều vi tế gọi là "Duệ"; Suy nghĩ chu toàn mọi việc gọi là "Duệ". |
| 伤 (Thương) / 殇 (Thương) | 未家短折曰伤；短折不成曰伤；短折不成曰殇；未家短折曰殇；童蒙短折曰殇（谥号中一般写作殇） | Chưa kết hôn mà chết yểu gọi là "Thương"; Chết yểu mà chưa thành tựu gọi là "Thương"; Chết yểu mà chưa thành tựu gọi là "Thương"; Chưa kết hôn mà chết yểu gọi là "Thương"; Trẻ con chết yểu gọi là "Thương" (thụy hiệu thường viết là 殇). |
| 商 (Thương)               | 昭功宁民曰商；文学博识曰商 | Làm rõ công lao, an định dân gọi là "Thương"; Văn học uyên bác, kiến thức rộng rãi gọi là "Thương". |
| 绍 (Thiệu)                | 疏远继位曰绍 | Quan hệ xa xôi mà kế vị gọi là "Thiệu". |
| 深 (Thâm)                 | 秉心塞渊曰深 | Giữ lòng sâu sắc, kín đáo gọi là "Thâm". |
| 神 (Thần)                 | 民无能名曰神；壹民无为曰神；安仁立政曰神；物妙无方曰神；圣不可知曰神；阴阳不测曰神；治民无为曰神；应变远方、不疾而速曰神；能妙万物曰神；道化宜民曰神；显仁藏用曰神；则天广运曰神 | Dân không thể gọi tên được gọi là "Thần"; Thống nhất dân, vô vi mà cai trị gọi là "Thần"; An định lòng nhân ái, lập chính sách gọi là "Thần"; Sự vật huyền diệu, không thể lường được gọi là "Thần"; Thánh nhân không thể biết được gọi là "Thần"; Âm dương khó lường gọi là "Thần"; Cai trị dân bằng vô vi gọi là "Thần"; Ứng biến với nơi xa xôi, không nhanh mà vẫn kịp thời gọi là "Thần"; Có thể làm cho vạn vật huyền diệu gọi là "Thần"; Đạo giáo hóa thích hợp với dân gọi là "Thần"; Hiển hiện lòng nhân ái, tiềm ẩn công dụng gọi là "Thần"; Noi theo trời, vận hành rộng lớn gọi là "Thần". |
| 慎 (Thận)                 | 敏以敬曰慎；沉静寡言曰慎；思虑深远曰慎；谨饬自持曰慎；夙夜敬畏曰慎；小心克勤曰慎 | Mẫn tiệp, kính cẩn gọi là "Thận"; Trầm tĩnh, ít lời gọi là "Thận"; Suy nghĩ sâu xa, lo xa trông rộng gọi là "Thận"; Cẩn trọng, giữ mình gọi là "Thận"; Sớm tối kính sợ gọi là "Thận"; Cẩn trọng, chăm chỉ cần cù gọi là "Thận". |
| 声 (Thanh)                | 不生其国曰声；不主其国曰声 | Không sinh ra ở nước đó gọi là "Thanh"; Không làm chủ ở nước đó gọi là "Thanh". |
| 圣 (Thánh)                | 扬善赋简曰圣；敬宾厚礼曰圣；虚己从谏曰圣；敬祀亨礼曰圣；行道化民曰圣；穷理尽性曰圣；穷神知化曰圣；通达先知曰圣；大而化之曰圣；博施济众曰圣；极深研几曰圣；能听善谋曰圣；裁成天地曰圣；睿智天纵曰圣；百姓与能曰圣；备物成器曰圣；备道全美曰圣；神化难名曰圣 | Nêu cao điều thiện, ban bố giản dị gọi là "Thánh"; Kính trọng khách, hậu đãi lễ nghi gọi là "Thánh"; Khiêm nhường bản thân, nghe theo lời can gián gọi là "Thánh"; Kính cẩn tế tự, hưởng lễ nghi gọi là "Thánh"; Hành đạo giáo hóa dân gọi là "Thánh"; Nghiên cứu lý lẽ đến cùng, hiểu rõ bản tính gọi là "Thánh"; Nghiên cứu thần diệu đến cùng, biết sự biến hóa gọi là "Thánh"; Thông đạt, biết trước gọi là "Thánh"; Vĩ đại, giáo hóa mọi người gọi là "Thánh"; Ban bố rộng rãi, giúp đỡ mọi người gọi là "Thánh"; Nghiên cứu sâu sắc, thấu hiểu cơ vi gọi là "Thánh"; Có thể nghe theo mưu kế tốt đẹp gọi là "Thánh"; Sáng tạo, hoàn thiện trời đất gọi là "Thánh"; Trí tuệ sáng suốt do trời phú cho gọi là "Thánh"; Dân chúng cùng nhau làm được gọi là "Thánh"; Chuẩn bị đầy đủ vật chất, tạo nên đồ dùng gọi là "Thánh"; Chuẩn bị đầy đủ đạo lý, hoàn thiện vẻ đẹp gọi là "Thánh"; Thần diệu, khó gọi tên gọi là "Thánh". |
| 胜 (Thắng)                | 容仪恭美曰胜 | Dung mạo, nghi lễ cung kính, đẹp đẽ gọi là "Thắng". |
| 世 (Thế)                  | 承命不迁曰世；景物四方曰世；贻庥奕叶曰世 | Vâng mệnh không thay đổi gọi là "Thế"; Cảnh vật bốn phương gọi là "Thế"; Để lại phúc ấm cho đời sau gọi là "Thế". |
| 淑 (Thục)                 | 言行不回曰淑；虑善从宜曰淑；温仁咸仰曰淑；善行着闻曰淑 | Lời nói, hành động không trái đạo lý gọi là "Thục"; Suy nghĩ điều thiện, làm theo điều thích hợp gọi là "Thục"; Ôn hòa, nhân từ, mọi người ngưỡng mộ gọi là "Thục"; Hành động thiện lành, tiếng tăm lừng lẫy gọi là "Thục". |
| 舒 (Thư)                  | 举事而迟曰舒；言行轨物曰舒 | Làm việc gì cũng chậm rãi gọi là "Thư"; Lời nói, hành động hợp khuôn phép gọi là "Thư". |
| 庶 (Thứ)                  | 心能制义曰庶 | Tâm có thể chế định lễ nghĩa gọi là "Thứ". |
| 顺 (Thuận)                | 慈和遍服曰顺；慈仁和民曰顺；柔质慈惠曰顺；和比于理曰顺；德合帝则曰顺；受天百禄曰顺；柔德承天曰顺；德性宽柔曰顺；淑慎其身曰顺；德容如玉曰顺；克将君美曰顺；好恶公正曰顺；德协自然曰顺 | Từ hòa, khiến mọi người đều phục tùng gọi là "Thuận"; Từ bi nhân ái, hòa nhã với dân gọi là "Thuận"; Phẩm chất mềm mỏng, từ bi nhân huệ gọi là "Thuận"; Hòa nhã, hợp với đạo lý gọi là "Thuận"; Đức hạnh hợp với phép tắc của vua gọi là "Thuận"; Nhận được trăm phúc lành của trời gọi là "Thuận"; Đức nhu hòa, vâng theo trời gọi là "Thuận"; Đức tính khoan dung, mềm mỏng gọi là "Thuận"; Tốt đẹp, thận trọng giữ mình gọi là "Thuận"; Đức hạnh, dung mạo như ngọc gọi là "Thuận"; Có thể làm nổi bật vẻ đẹp của vua gọi là "Thuận"; Yêu ghét công bằng gọi là "Thuận"; Đức hạnh hài hòa với tự nhiên gọi là "Thuận". |
| 舜 (Thuấn)                | 仁圣盛明曰舜 | Nhân từ, thánh thiện, vô cùng sáng suốt gọi là "Thuấn". |
| 思 (Tư)                   | 道德纯一曰思；大省兆民曰思；外内思索曰思；追悔前过曰思；不眚兆民曰思；谋虑不衍曰思；柔能自勉曰思；通明爽愿曰思；深虑道远曰思；念终如始曰思；辟土兼国曰思；追悔前愆曰思 | Đạo đức thuần nhất gọi là "Tư"; Giúp đỡ, xem xét dân chúng rộng lớn gọi là "Tư"; Bên trong bên ngoài đều suy nghĩ, tìm tòi gọi là "Tư"; Hối hận về lỗi lầm trước đây gọi là "Tư"; Không làm hại dân chúng gọi là "Tư"; Mưu tính lo xa không sai sót gọi là "Tư"; Nhu mì mà có thể tự cố gắng gọi là "Tư"; Thông minh, sáng suốt, vui vẻ gọi là "Tư"; Suy nghĩ sâu xa, lo lắng đạo lý xa xôi gọi là "Tư"; Nhớ đến cuối cùng như lúc ban đầu gọi là "Tư"; Khai phá đất đai, mở rộng bờ cõi gọi là "Tư"; Hối hận về lỗi lầm trước đây gọi là "Tư". |
| 肃 (Túc)                  | 刚德克就曰肃；执心决断曰肃；威德克就曰肃；正己摄下曰肃；能执妇道曰肃；好德不怠曰肃；貌敬行祗曰肃；刚德克服曰肃；身正人服曰肃；法度修明曰肃；严畏自饬曰肃；摄下有礼曰肃；貌恭心敬曰肃：达礼蔽乐曰素 | Đức tính cương trực, có thể thành tựu gọi là "Túc"; Giữ vững lòng mình, quyết đoán gọi là "Túc"; Uy đức có thể thành tựu gọi là "Túc"; Chỉnh đốn bản thân, cai trị người dưới gọi là "Túc"; Có thể giữ đạo làm vợ gọi là "Túc"; Thích đức hạnh, không lơ là gọi là "Túc"; Vẻ ngoài kính cẩn, hành động cung kính gọi là "Túc"; Đức tính cương trực, có thể chế ngự gọi là "Túc"; Bản thân chính trực, người khác phục tùng gọi là "Túc"; Pháp độ tu sửa, sáng suốt gọi là "Túc"; Nghiêm trang, kính sợ, tự răn mình gọi là "Túc"; Cai trị người dưới có lễ nghĩa gọi là "Túc"; Vẻ ngoài cung kính, lòng kính trọng gọi là "Túc"; Thông suốt lễ nghĩa, che lấp âm nhạc gọi là "Tố". |
| 太 (Thái)                 | 克启行禩曰太 | Có thể mở mang, thực hành lễ tế T禩 (tế lớn) gọi là "Thái". |
| 泰 (Thái)                 | 循礼安舒曰泰；临政无慢曰泰 | Tuân theo lễ nghĩa, yên ổn, thoải mái gọi là "Thái"; Khi cai trị chính sự không lơ là gọi là "Thái". |
| 通 (Thông)                | 物至能应曰通；事起而辨曰通 | Sự vật đến có thể ứng phó gọi là "Thông"; Sự việc xảy ra thì phân biệt rõ ràng gọi là "Thông". |
| 威 (Uy)                   | 猛以刚果曰威；强毅信正曰威；服叛怀远曰威；强毅执政曰威；赏劝刑怒曰威；以刑服远曰威；蛮夷率服曰威；信赏必罚曰威；德威可畏曰威；声灵震叠曰威；庄以临下曰威； | Mạnh mẽ, cương quyết, quả đoán gọi là "Uy"; Mạnh mẽ, cương nghị, đáng tin, chính trực gọi là "Uy"; Khiến kẻ phản loạn khuất phục, người ở xa quy phục gọi là "Uy"; Mạnh mẽ, cương nghị khi cai trị chính sự gọi là "Uy"; Thưởng phạt rõ ràng gọi là "Uy"; Dùng hình phạt để khuất phục người ở xa gọi là "Uy"; Man di mọi rợ đều khuất phục gọi là "Uy"; Thưởng đáng tin, phạt tất yếu gọi là "Uy"; Đức hạnh, uy nghiêm đáng sợ gọi là "Uy"; Tiếng tăm lừng lẫy, vang dội gọi là "Uy"; Trang trọng khi cai trị người dưới gọi là "Uy". |
| 温 (Ôn)                   | 德性宽柔曰温；和顺可即曰温；仁良好礼曰温；乐育群生曰温；宽仁惠下曰温 | Đức tính khoan dung, mềm mỏng gọi là "Ôn"; Hòa nhã, thuận theo, dễ gần gọi là "Ôn"; Nhân từ, nhân hậu, thích lễ nghĩa gọi là "Ôn"; Vui vẻ nuôi dưỡng muôn loài gọi là "Ôn"; Khoan dung, nhân ái, nhân huệ với người dưới gọi là "Ôn". |
| 文 (Văn)                  | 经纬天地曰文；道德博闻曰文；慈惠爱民曰文；愍民惠礼曰文；赐民爵位曰文；勤学好问曰文；博闻多见曰文；忠信接礼曰文；能定典礼曰文；经邦定誉曰文；敏而好学曰文；施而中礼曰文；修德来远曰文；刚柔相济曰文；修治班制曰文；德美才秀曰文；万邦为宪曰文；帝德运广曰文；坚强不暴曰文；徽柔懿恭曰文；圣谟丕显曰文；化成天下曰文；纯穆不已曰文；克嗣徽音曰文；敬直慈惠曰文；与贤同升曰文；绍修圣绪曰文；声教四讫曰文               | Tài đức kinh thiên vĩ địa gọi là "Văn"; Đạo đức uyên bác, tiếng tăm lừng lẫy gọi là "Văn"; Từ bi nhân huệ, yêu thương dân gọi là "Văn"; Thương dân, nhân huệ, giữ lễ gọi là "Văn"; Ban cho dân tước vị gọi là "Văn"; Chăm chỉ học tập, thích hỏi han gọi là "Văn"; Kiến thức rộng rãi, thấy nhiều biết rộng gọi là "Văn"; Trung thành, thành tín, giữ lễ gọi là "Văn"; Có thể định chế điển lễ gọi là "Văn"; Kinh bang tế thế, tạo dựng danh tiếng tốt đẹp gọi là "Văn"; Mẫn tiệp mà thích học hỏi gọi là "Văn"; Ban phát mà hợp lễ nghi gọi là "Văn"; Tu sửa đức hạnh, thu phục người từ xa gọi là "Văn"; Cương nhu hài hòa gọi là "Văn"; Tu sửa, chỉnh đốn chế độ gọi là "Văn"; Đức hạnh tốt đẹp, tài năng xuất chúng gọi là "Văn"; Muôn nước noi theo làm pháp luật gọi là "Văn"; Đế đức vận hành rộng lớn gọi là "Văn"; Kiên cường, không tàn bạo gọi là "Văn"; Đức hạnh tốt đẹp, nhu mì, cung kính gọi là "Văn"; Mưu lược thánh nhân vô cùng hiển hách gọi là "Văn"; Giáo hóa làm nên thiên hạ gọi là "Văn"; Thuần khiết, trang nghiêm, không ngừng nghỉ gọi là "Văn"; Có thể kế thừa tiếng tăm tốt đẹp gọi là "Văn"; Kính cẩn, ngay thẳng, từ bi nhân huệ gọi là "Văn"; Cùng người hiền cùng thăng tiến gọi là "Văn"; Kế thừa, tu sửa sự nghiệp thánh nhân gọi là "Văn"; Tiếng tăm, giáo hóa vang dội khắp nơi gọi là "Văn". |
| 武 (Vũ)                   | 刚强直理曰武；威强敌德曰武；克定祸乱曰武；刑民克服曰武；夸志多穷曰武；威强睿德曰武；除伪宁真曰武；威强恢远曰武；帅众以顺曰武；保大定功曰武；刚强以顺曰武；辟土斥境曰武；折冲御侮曰武；除奸靖难曰武；拓地开封曰武；肃将天威曰武；安民和众曰武；克有天下曰武；睿智不杀曰武；恤民除害曰武；赴敌无避曰武；德威遐畅曰武；                                                                                                 | Cương cường, ngay thẳng, có lý lẽ gọi là "Vũ"; Uy nghiêm, mạnh mẽ, chế ngự kẻ địch gọi là "Vũ"; Có thể bình định họa loạn gọi là "Vũ"; Dùng hình pháp để dân phục tùng gọi là "Vũ"; Khoe khoang chí hướng, thường gặp khốn cùng gọi là "Vũ"; Uy nghiêm, mạnh mẽ, trí tuệ sáng suốt gọi là "Vũ"; Loại bỏ giả dối, giữ gìn chân thật gọi là "Vũ"; Uy nghiêm, mạnh mẽ, mở rộng bờ cõi gọi là "Vũ"; Dẫn dắt mọi người bằng sự thuận theo gọi là "Vũ"; Bảo vệ sự nghiệp lớn lao, lập công lớn gọi là "Vũ"; Cương cường mà thuận theo đạo lý gọi là "Vũ"; Khai phá đất đai, mở rộng biên giới gọi là "Vũ"; Đánh lui xung đột, chống lại xâm lược gọi là "Vũ"; Loại trừ gian thần, dẹp yên loạn lạc gọi là "Vũ"; Mở rộng đất đai, khai khẩn biên cương gọi là "Vũ"; Nghiêm trang, thể hiện uy trời gọi là "Vũ"; An định dân, hòa hợp mọi người gọi là "Vũ"; Có thể thống nhất thiên hạ gọi là "Vũ"; Trí tuệ sáng suốt, không giết hại gọi là "Vũ"; Thương dân, loại trừ tai họa gọi là "Vũ"; Xông pha trận mạc không sợ hãi gọi là "Vũ"; Đức hạnh, uy nghiêm vang xa gọi là "Vũ". |
| 息 (Tức)                  | 谋虑不成曰息 | Mưu tính lo xa không thành gọi là "Tức". |
| 熙 (Hi)                   | 允僖庶绩曰熙；敬德光明曰熙；隆称赫奕曰熙 | Tin tưởng, vui vẻ, sự nghiệp lớn lao gọi là "Hi"; Kính cẩn đức hạnh, sáng suốt gọi là "Hi"; Tôn vinh, ca ngợi, rực rỡ gọi là "Hi". |
| 僖 (Hi) / 釐 (Hi)         | 小心畏忌曰僖；质渊受谏曰僖；有罚而还曰僖；刚克曰僖；有过曰僖；慈惠爱亲曰僖；小心恭慎曰僖；乐闻善言曰僖；恭慎无过曰僖 | Cẩn thận, sợ sệt, dè dặt gọi là "Hi"; Phẩm chất sâu xa, biết nghe lời can gián gọi là "Hi"; Có hình phạt mà khoan dung gọi là "Hi"; Cương trực, chế ngự gọi là "Hi"; Có lỗi lầm gọi là "Hi"; Từ bi nhân huệ, yêu thương người thân gọi là "Hi"; Cẩn thận, cung kính, thận trọng gọi là "Hi"; Thích nghe lời nói tốt đẹp gọi là "Hi"; Cung kính, thận trọng, không có lỗi lầm gọi là "Hi". |
| 熹 (Hi)                   | 有功安人曰熹 | Có công lao, an định dân chúng gọi là "Hi". |
| 贤 (Hiền)                 | 仁义合道曰贤；宠至益戒曰贤；行义合道曰贤；明德有成曰贤；内治隆备曰贤；内德有成曰贤 | Nhân ái, chính nghĩa hợp với đạo lý gọi là "Hiền"; Được sủng ái mà càng thêm răn mình gọi là "Hiền"; Hành động chính nghĩa hợp với đạo lý gọi là "Hiền"; Đức hạnh sáng suốt, có thành tựu gọi là "Hiền"; Cai trị nội bộ hưng thịnh, đầy đủ gọi là "Hiền"; Nội đức có thành tựu gọi là "Hiền". |
| 显 (Hiển)                 | 行见中外曰显；受禄于天曰显；圣德昭临曰显；百辟惟刑曰显；有光前烈曰显；中外仰德曰显；德美宣昭曰显 | Hành động thể hiện ra bên ngoài gọi là "Hiển"; Nhận lộc từ trời gọi là "Hiển"; Thánh đức sáng suốt soi tỏ khắp nơi gọi là "Hiển"; Mọi người đều noi theo khuôn phép gọi là "Hiển"; Có ánh sáng rực rỡ của người trước gọi là "Hiển"; Trong ngoài đều ngưỡng mộ đức hạnh gọi là "Hiển"; Đức hạnh tốt đẹp, tuyên dương rõ ràng gọi là "Hiển". |
| 宪 (Hiến)                 | 博闻多能曰宪；赏善罚恶曰宪；行善可记曰宪；在约纯思曰宪；圣能法天曰宪；圣善周达曰宪；创制垂法曰宪；刑政四方曰宪；文武可法曰宪；聪明法天曰宪；表正万邦曰宪；懿行可纪曰宪；仪范永昭曰宪 | Kiến thức uyên bác, đa tài đa năng gọi là "Hiến"; Thưởng thiện, phạt ác gọi là "Hiến"; Hành động thiện lành đáng được ghi nhớ gọi là "Hiến"; Ở nơi u ẩn vẫn suy nghĩ thuần khiết gọi là "Hiến"; Thánh nhân có thể noi theo trời gọi là "Hiến"; Đức thánh thiện bao trùm khắp nơi gọi là "Hiến"; Sáng tạo, đặt ra pháp luật gọi là "Hiến"; Hình pháp, chính sách bao trùm bốn phương gọi là "Hiến"; Văn võ đều đáng làm khuôn phép gọi là "Hiến"; Thông minh sáng suốt, noi theo trời gọi là "Hiến"; Làm gương mẫu cho muôn nước gọi là "Hiến"; Hành động tốt đẹp đáng được ghi chép lại gọi là "Hiến"; Khuôn phép, mực thước mãi mãi sáng ngời gọi là "Hiến". |
| 献 (Hiến)                 | 博闻多能曰献；惠而内德曰献；智哲有圣曰献；聪明睿智曰献；文资有成曰献；敏惠德元曰献；圣哲有谋曰献；贤德有成曰献；智能翼君曰献；学该古训曰献；智质有理曰献；智质有操曰献；智质有礼曰献 | Kiến thức uyên bác, đa tài đa năng gọi là "Hiến"; Nhân huệ mà có đức hạnh bên trong gọi là "Hiến"; Trí tuệ sáng suốt, có đức thánh nhân gọi là "Hiến"; Thông minh, sáng suốt, trí tuệ gọi là "Hiến"; Tài năng văn chương có thành tựu gọi là "Hiến"; Mẫn tiệp, nhân huệ, đức hạnh cao đẹp gọi là "Hiến"; Thánh nhân, trí tuệ, có mưu lược gọi là "Hiến"; Đức hạnh hiền hậu, có thành tựu gọi là "Hiến"; Trí tuệ có thể giúp đỡ vua gọi là "Hiến"; Học vấn bao gồm cả lời dạy của người xưa gọi là "Hiến"; Trí tuệ, phẩm chất có lý lẽ gọi là "Hiến"; Trí tuệ, phẩm chất có tiết tháo gọi là "Hiến"; Trí tuệ, phẩm chất có lễ nghi gọi là "Hiến". |
| 襄 (Tương)                | 辟地有德曰襄；甲胄有劳曰襄；因事有功曰襄；执心克刚曰襄；协赞有成曰襄；威德服远曰襄 | Khai phá đất đai, có đức hạnh gọi là "Tương"; Mặc giáp trụ, có công lao gọi là "Tương"; Nhân sự việc mà có công lao gọi là "Tương"; Giữ vững lòng mình, cương quyết gọi là "Tương"; Giúp đỡ, ca ngợi, có thành tựu gọi là "Tương"; Uy đức khiến người ở xa khuất phục gọi là "Tương". |
| 向 (Hướng)                | 简易多闻曰向 | Giản dị, dễ gần, tiếng tăm lừng lẫy gọi là "Hướng". |
| 孝 (Hiếu)                 | 五宗安之曰孝；慈惠爱亲曰孝；秉德不回曰孝；协时肇享曰孝；大虑行节曰孝；慈惠爱民曰孝；慈爱忘劳曰孝；从命不违曰孝；善事父母曰孝；遵义安仁曰孝；几谏不倦曰孝；姻睦其党曰孝；博于备养曰孝；敬慎所安曰孝；尊仁爱义曰孝；能养能恭曰孝；干蛊用誉曰孝；继志成事曰孝；践修世德曰孝；丕承先志曰孝；博施被物曰孝；教刑四海曰孝；德通神明曰孝；先意承志曰孝；能奉祭祀曰孝；志不忘亲曰孝；富贵不骄曰孝；德加百姓曰孝；徽音克嗣曰孝 | Làm yên lòng ngũ tông gọi là "Hiếu"; Từ bi nhân huệ, yêu thương người thân gọi là "Hiếu"; Giữ vững đức hạnh không thay đổi gọi là "Hiếu"; Hợp thời, bắt đầu hưởng phúc gọi là "Hiếu"; Lo nghĩ lớn lao, hành động tiết kiệm gọi là "Hiếu"; Từ bi nhân huệ, yêu thương dân gọi là "Hiếu"; Từ bi yêu thương, quên cả mệt nhọc gọi là "Hiếu"; Vâng mệnh không trái đạo lý gọi là "Hiếu"; Đối xử tốt với cha mẹ gọi là "Hiếu"; Tuân theo chính nghĩa, an định lòng nhân ái gọi là "Hiếu"; Can gián nhiều lần không mệt mỏi gọi là "Hiếu"; Hòa thuận với họ hàng nhà vợ gọi là "Hiếu"; Rộng rãi trong việc chuẩn bị đồ dùng gọi là "Hiếu"; Kính cẩn, thận trọng với những gì mình yên ổn gọi là "Hiếu"; Tôn trọng lòng nhân ái, yêu thích chính nghĩa gọi là "Hiếu"; Có thể nuôi dưỡng, có thể cung kính gọi là "Hiếu"; Gánh vác việc nước, dùng danh dự gọi là "Hiếu"; Kế thừa chí hướng, hoàn thành sự nghiệp gọi là "Hiếu"; Thực hành, tu sửa đức hạnh đời đời gọi là "Hiếu"; To lớn, kế thừa chí hướng của người trước gọi là "Hiếu"; Ban bố rộng rãi, che chở mọi vật gọi là "Hiếu"; Giáo hóa, hình phạt khắp bốn biển gọi là "Hiếu"; Đức hạnh thông suốt thần minh gọi là "Hiếu"; Đoán trước ý người khác, vâng theo chí hướng gọi là "Hiếu"; Có thể phụng sự tế tự gọi là "Hiếu"; Chí hướng không quên người thân gọi là "Hiếu"; Giàu sang không kiêu ngạo gọi là "Hiếu"; Đức hạnh thêm vào cho dân chúng gọi là "Hiếu"; Tiếng thơm tốt đẹp có thể kế thừa gọi là "Hiếu". |
| 信 (Tín)                  | 守命共时曰信；出言可复曰信；周仁承命曰信；守礼不违曰信；宽仁孚众曰信；政令划一曰信 | Giữ mệnh, cùng thời vận gọi là "Tín"; Lời nói ra có thể thực hiện được gọi là "Tín"; Chu toàn lòng nhân ái, vâng mệnh gọi là "Tín"; Giữ lễ không trái đạo lý gọi là "Tín"; Khoan dung nhân ái, được lòng dân gọi là "Tín"; Chính sách, mệnh lệnh thống nhất gọi là "Tín". |
| 修 (Tu)                   | 勤其世业曰修；好学近习曰修；克勤世业曰修 | Chăm chỉ với sự nghiệp đời đời gọi là "Tu"; Thích học hỏi, gần gũi, thân quen gọi là "Tu"; Chăm chỉ cần cù với sự nghiệp đời đời gọi là "Tu". |
| 虚 (Hư)                   | 凉德薄礼曰虚；华言无实曰虚 | Đức hạnh lạnh nhạt, lễ nghĩa sơ sài gọi là "Hư"; Lời lẽ hoa mỹ, không có thực chất gọi là "Hư". |
| 宣 (Tuyên)                | 圣善周闻曰宣；施而不成曰宣；善问周达曰宣；施而不秘曰宣；诚意见外曰宣；重光丽日曰宣；义问周达曰宣；能布令德曰宣；浚达有德曰宣；力施四方曰宣；哲惠昭布曰宣；善闻式布曰宣 | Thánh thiện, tiếng tăm vang xa khắp nơi gọi là "Tuyên"; Ban phát mà không thành công gọi là "Tuyên"; Hỏi han điều thiện, thông đạt khắp nơi gọi là "Tuyên"; Ban phát mà không giấu giếm gọi là "Tuyên"; Lòng thành ý kiến bày tỏ ra bên ngoài gọi là "Tuyên"; Ánh sáng rực rỡ như mặt trời chiếu sáng gọi là "Tuyên"; Hỏi han điều nghĩa, thông đạt khắp nơi gọi là "Tuyên"; Có thể ban bố đức hạnh tốt đẹp gọi là "Tuyên"; Sâu xa, thông đạt, có đức hạnh gọi là "Tuyên"; Nỗ lực ban phát khắp bốn phương gọi là "Tuyên"; Trí tuệ, nhân huệ, sáng suốt ban bố rộng rãi gọi là "Tuyên"; Tiếng tăm tốt đẹp, khuôn phép ban bố rộng rãi gọi là "Tuyên". |
| 玄 (Huyền)                | 含和无欲曰玄；应真主神曰玄 | Bao hàm sự hòa nhã, không có dục vọng gọi là "Huyền"; Ứng với chân lý, chủ trì thần minh gọi là "Huyền". |
| 逊 (Tốn)                  | 谦和善让曰逊 | Khiêm tốn, hòa nhã, giỏi nhường nhịn gọi là "Tốn". |
| 炀 (Dạng)                 | 好内远礼曰炀；去礼远众曰炀；好内怠政曰炀；肆行劳神曰炀；去礼远正曰炀；逆天虐民曰炀 | Thích gần gũi người thân mà xa rời lễ nghĩa gọi là "Dạng"; Bỏ lễ nghĩa, xa rời mọi người gọi là "Dạng"; Thích gần gũi người thân, lười biếng chính sự gọi là "Dạng"; Bừa bãi hành động, mệt nhọc tâm thần gọi là "Dạng"; Bỏ lễ nghĩa, xa rời chính đạo gọi là "Dạng"; Ngược lại ý trời, tàn bạo với dân gọi là "Dạng". |
| 尧 (Nghiêu)               | 翼善传圣曰尧；大而难名曰尧 | Giúp đỡ điều thiện, truyền bá thánh đạo gọi là "Nghiêu"; Vĩ đại, khó gọi tên gọi là "Nghiêu". |
| 野 (Dã)                   | 质胜其文曰野；敬而不中礼曰野 | Chất phác hơn vẻ ngoài gọi là "Dã"; Kính cẩn mà không hợp lễ nghi gọi là "Dã". |
| 仪 (Nghi)                 | 善行足法曰仪 | Hành động thiện lành, đủ để làm khuôn phép gọi là "Nghi". |
| 夷 (Di)                   | 克杀秉政曰夷；安心好静曰夷；隐居求志曰夷；失礼基乱曰夷 | Có thể giết chóc, nắm giữ chính quyền gọi là "Di"; Yên lòng, thích tĩnh lặng gọi là "Di"; Ẩn cư để tìm kiếm chí hướng gọi là "Di"; Mất lễ nghĩa, gốc rễ của loạn lạc gọi là "Di". |
| 义 (Nghĩa)                | 制事合宜曰义；见利能终曰义；先君后己曰义；除天地害曰义；取而不贪曰义；理财正辞曰义；仁能制命曰义；能成其志曰义；道无不理曰义；推功尚善曰义；以礼节行曰义；行礼不疚曰义；见利能让曰义；以公灭私曰义；正身肃下曰义； | Chế định sự việc hợp lẽ phải gọi là "Nghĩa"; Thấy lợi mà có thể giữ vững đến cùng gọi là "Nghĩa"; Đặt vua lên trước, bản thân sau gọi là "Nghĩa"; Loại trừ tai họa cho trời đất gọi là "Nghĩa"; Lấy mà không tham lam gọi là "Nghĩa"; Quản lý tài chính, lời lẽ chính đáng gọi là "Nghĩa"; Lòng nhân ái có thể chế ngự mệnh trời gọi là "Nghĩa"; Có thể hoàn thành chí hướng của mình gọi là "Nghĩa"; Đạo lý không có gì là không hợp lý gọi là "Nghĩa"; Nhường công, đề cao điều thiện gọi là "Nghĩa"; Dùng lễ nghĩa để tiết chế hành vi gọi là "Nghĩa"; Hành lễ mà không hổ thẹn gọi là "Nghĩa"; Thấy lợi mà có thể nhường nhịn gọi là "Nghĩa"; Dùng công để diệt trừ tư lợi gọi là "Nghĩa"; Chỉnh đốn bản thân, nghiêm trang với người dưới gọi là "Nghĩa". |
| 逸 (Dật)                  | 隐居放言曰逸 | Ẩn cư, nói năng phóng khoáng gọi là "Dật". |
| 毅 (Nghị)                 | 致果杀敌曰毅；强而能断曰毅；勇而近仁曰毅；善行不怠曰毅；温仁忠厚曰毅；能纪国善曰毅；英明有执曰毅；经德不回曰毅；致果克敌曰毅 | Quả quyết giết địch gọi là "Nghị"; Mạnh mẽ, có thể quyết đoán gọi là "Nghị"; Dũng cảm mà gần với lòng nhân ái gọi là "Nghị"; Hành động thiện lành không mệt mỏi gọi là "Nghị"; Ôn hòa, nhân từ, trung thành, hậu đức gọi là "Nghị"; Có thể ghi nhớ điều thiện của đất nước gọi là "Nghị"; Anh minh, có chủ kiến gọi là "Nghị"; Giữ vững đức hạnh không thay đổi gọi là "Nghị"; Quả quyết, chế ngự kẻ địch gọi là "Nghị". |
| 翼 (Dực)                  | 刚克为伐曰翼；思虑深远曰翼；爱民好治曰翼；小心事天曰翼；小心昭事曰翼；赞宣德化曰翼 | Cương trực, chế ngự để làm nên công trạng gọi là "Dực"; Suy nghĩ sâu xa, lo xa trông rộng gọi là "Dực"; Yêu dân, thích cai trị gọi là "Dực"; Cẩn thận phụng sự trời gọi là "Dực"; Cẩn thận làm sáng tỏ mọi việc gọi là "Dực"; Giúp đỡ, tuyên dương đức hóa gọi là "Dực". |
| 懿 (Ý)                    | 温柔贤善曰懿；温和圣善曰懿；体和居中曰懿；爱人质善曰懿；柔克有光曰懿；浸以光大曰懿；行见中外曰懿；爱民质渊曰懿；德浸广大曰懿；文德充实曰懿；秉彝好德曰懿；尚能不争曰懿；主极精纯曰懿；柔德流光曰懿；贤善着美曰懿 | Ôn nhu, hiền lành, tốt đẹp gọi là "Ý"; Ôn hòa, thánh thiện, tốt đẹp gọi là "Ý"; Thể hiện sự hòa nhã, ở vị trí trung chính gọi là "Ý"; Yêu người, phẩm chất tốt đẹp gọi là "Ý"; Nhu mì chế ngự, có ánh sáng rực rỡ gọi là "Ý"; Dần dần trở nên rạng rỡ, vĩ đại gọi là "Ý"; Hành động thể hiện ra bên ngoài gọi là "Ý"; Yêu dân, phẩm chất sâu xa gọi là "Ý"; Đức hạnh dần dần trở nên rộng lớn gọi là "Ý"; Văn đức đầy đủ, chân thật gọi là "Ý"; Giữ vững đạo thường, thích đức hạnh gọi là "Ý"; Đề cao sự không tranh giành gọi là "Ý"; Chủ trì tiêu chuẩn mực thước, tinh túy thuần khiết gọi là "Ý"; Đức nhu hòa lan tỏa ánh sáng gọi là "Ý"; Hiền lành, tốt đẹp, thể hiện vẻ đẹp rõ ràng gọi là "Ý". |
| 隐 (Ẩn)                   | 陷拂不成曰隐；不显尸国曰隐；见美坚长曰隐；隐括不成曰隐；不尸其位曰隐；违拂不成曰隐；怀情不尽曰隐；不明误国曰隐；威德刚武曰隐； | Hãm vào chỗ tối tăm, không thành công gọi là "Ẩn"; Không hiển hách, cai trị đất nước gọi là "Ẩn"; Thấy điều tốt đẹp, kiên trì lâu dài gọi là "Ẩn"; Kìm hãm, gò bó mà không thành công gọi là "Ẩn"; Không giữ chức vị của mình gọi là "Ẩn"; Trái ngược, không thành công gọi là "Ẩn"; Giữ tình cảm trong lòng không hết gọi là "Ẩn"; Không sáng suốt, làm lỡ dở đất nước gọi là "Ẩn"; Uy đức cương nghị, dũng mãnh gọi là "Ẩn". |
| 英 (Anh)                  | 出类拔萃曰英；道德应物曰英；德华茂着曰英 | Xuất chúng, hơn người gọi là "Anh"; Đạo đức ứng phó với sự vật gọi là "Anh"; Đức hạnh tốt đẹp, rạng rỡ, nổi bật gọi là "Anh". |
| 婴 (Anh)                  | 恭俭好礼曰婴 | Cung kính, tiết kiệm, thích lễ nghĩa gọi là "Anh". |
| 雍 (Ung)                  | 居敬行简曰雍 | Ở nơi kính cẩn, hành động giản dị gọi là "Ung". |
| 勇 (Dũng)                 | 胜敌壮志曰勇；率义死国曰勇；致命为仁曰勇；奋身为义曰勇；持义不挠曰勇；知死不避曰勇；率义共用曰勇；以义死用曰勇；临事屡断曰勇；临难不惧曰勇；见义必为曰勇 | Chiến thắng kẻ địch, chí khí mạnh mẽ gọi là "Dũng"; Theo lẽ phải, hy sinh vì nước gọi là "Dũng"; Hy sinh tính mạng để làm điều nhân ái gọi là "Dũng"; Hăng hái xả thân vì chính nghĩa gọi là "Dũng"; Giữ vững chính nghĩa, không lay chuyển gọi là "Dũng"; Biết chết mà không tránh né gọi là "Dũng"; Theo lẽ phải, cùng nhau chiến đấu gọi là "Dũng"; Vì chính nghĩa mà hy sinh tính mạng gọi là "Dũng"; Gặp sự việc thì quyết đoán nhiều lần gọi là "Dũng"; Gặp khó khăn không sợ hãi gọi là "Dũng"; Thấy điều nghĩa thì nhất định làm gọi là "Dũng". |
| 幽 (U)                    | 壅遏不通曰幽；动静乱常曰幽；早孤有位曰幽；早孤陨位曰幽；早孤销位曰幽；违礼乱常曰幽；暴民残义曰幽；淫德灭国曰幽 | Ngăn chặn, tắc nghẽn, không thông suốt gọi là "U"; Hành động, tĩnh lặng đều trái thường gọi là "U"; Chết sớm, cô đơn mà có địa vị gọi là "U"; Chết sớm, cô đơn mà mất địa vị gọi là "U"; Chết sớm, cô đơn mà tiêu tan địa vị gọi là "U"; Trái lễ nghĩa, làm loạn thường đạo gọi là "U"; Tàn bạo với dân, làm tổn hại chính nghĩa gọi là "U"; Dâm loạn, mất đức, làm diệt vong đất nước gọi là "U". |
| 友 (Hữu)                  | 睦于兄弟曰友 | Hòa thuận với anh em gọi là "Hữu". |
| 俞 (Du)                   | 愚智适时曰俞 | Ngu dốt, trí tuệ hợp thời gọi là "Du". |
| 禹 (Vũ)                   | 渊源通流曰禹；受禅成功曰禹 | Đức hạnh sâu rộng, lưu truyền xa gọi là "Vũ"; Nhận禅譲 (nhường ngôi) mà thành công gọi là "Vũ". |
| 圉 (Ngữ)                  | 明识大略曰圉 | Sáng suốt, hiểu biết đại lược gọi là "Ngữ". |
| 裕 (D裕)                  | 强学好问曰裕；建中垂统曰裕；宽仁得众曰裕；性量宽平曰裕；仁惠克广曰裕；宽和不迫曰裕；宽和自得曰裕 | Nỗ lực học tập, thích hỏi han gọi là "D裕"; Xây dựng trung đạo, để lại truyền thống tốt đẹp gọi là "D裕"; Khoan dung nhân ái, được lòng dân gọi là "D裕"; Tính cách rộng lượng, bình dị gọi là "D裕"; Nhân ái, nhân huệ, có thể mở rộng gọi là "D裕"; Khoan hòa, không ép buộc gọi là "D裕"; Khoan hòa, tự tại gọi là "D裕". |
| 誉 (Dự)                   | 状古述今曰誉 | Mô tả cổ xưa, thuật lại hiện tại gọi là "Dự". |
| 渊 (Uyên)                 | 不幸短命曰渊；沉潜用晦曰渊；德信静深曰渊；沉几烛隐曰渊 | Bất hạnh, đoản mệnh gọi là "Uyên"; Trầm tĩnh, kín đáo, dùng sự mờ ám gọi là "Uyên"; Đức hạnh đáng tin, tĩnh lặng, sâu sắc gọi là "Uyên"; Trầm tĩnh, suy xét cơ vi, soi sáng điều khuất tất gọi là "Uyên". |
| 元 (Nguyên)               | 能思辩众曰元；行义说民曰元；始建国都曰元；主义行德曰元；道德纯一曰元；遵仁贵德曰元；善行仁德曰元；宣慈惠和曰元；至善行德曰元；忠肃恭懿曰元；体仁长民曰元；茂德丕绩曰元；体乾启祚曰元；万邦以贞曰元；体仁内恕曰元；仁明道合曰元； | Có thể suy nghĩ, biện bác, hơn người gọi là "Nguyên"; Hành động chính nghĩa, thuyết phục dân gọi là "Nguyên"; Bắt đầu xây dựng kinh đô gọi là "Nguyên"; Chủ trương chính nghĩa, hành động đức hạnh gọi là "Nguyên"; Đạo đức thuần nhất gọi là "Nguyên"; Tuân theo lòng nhân ái, coi trọng đức hạnh gọi là "Nguyên"; Hành động thiện lành, nhân đức gọi là "Nguyên"; Tuyên dương lòng từ bi nhân huệ, hòa nhã gọi là "Nguyên"; Chí thiện, hành động đức hạnh gọi là "Nguyên"; Trung thành, nghiêm trang, cung kính, tốt đẹp gọi là "Nguyên"; Thể hiện lòng nhân ái, cai trị dân gọi là "Nguyên"; Đức hạnh tốt đẹp, công lao to lớn gọi là "Nguyên"; Thể hiện sự mạnh mẽ của trời, mở đầu phúc lành gọi là "Nguyên"; Muôn nước lấy sự trinh chính làm chuẩn mực gọi là "Nguyên"; Thể hiện lòng nhân ái, khoan dung bên trong gọi là "Nguyên"; Nhân ái, sáng suốt, đạo lý hợp nhất gọi là "Nguyên". |
| 原 (Nguyên)               | 思虑不爽曰原；植德开基曰原；庆流奕叶曰原 | Suy nghĩ chu đáo không sai sót gọi là "Nguyên"; Trồng đức hạnh, mở mang nền móng gọi là "Nguyên"; Phúc lành lưu truyền đời đời gọi là "Nguyên". |
| 远 (Viễn)                 | 疏远继位曰远 | Quan hệ xa xôi mà kế vị gọi là "Viễn". |
| 愿 (Nguyện)               | 思厚不爽曰愿；弱无立志曰愿；败乱无度曰愿；忘德败礼曰愿；柔无立志曰愿 | Suy nghĩ chu đáo không sai sót gọi là "Nguyện"; Yếu đuối, không có chí hướng gọi là "Nguyện"; Hỏng bét, hỗn loạn, không có khuôn phép gọi là "Nguyện"; Quên đức hạnh, bỏ phế lễ nghĩa gọi là "Nguyện"; Nhu nhược, không có chí hướng gọi là "Nguyện". |
| 章 (Chương)               | 温克令仪曰章；法度明大曰章；出言有文曰章；敬慎高亢曰章；文教远耀曰章 | Ôn hòa, tiết chế, có nghi lễ tốt đẹp gọi là "Chương"; Pháp độ sáng suốt, vĩ đại gọi là "Chương"; Lời nói ra có văn chương gọi là "Chương"; Kính cẩn, thận trọng, cao thượng gọi là "Chương"; Văn hóa giáo hóa lan tỏa xa gọi là "Chương". |
| 昭 (Chiêu)                | 容仪恭美曰昭；昭德有劳曰昭；圣闻周达曰昭；声闻宣远曰昭；威仪恭明曰昭；明德有功曰昭；圣问达道曰昭；圣德嗣服曰昭；德业升闻曰昭；智能察微曰昭；德礼不愆曰昭；高朗令终曰昭；遐隐不遗曰昭；德辉内蕴曰昭；柔德有光曰昭 | Dung mạo, nghi lễ cung kính, đẹp đẽ gọi là "Chiêu"; Làm sáng tỏ đức hạnh, có công lao gọi là "Chiêu"; Tiếng tăm thánh nhân vang xa khắp nơi gọi là "Chiêu"; Tiếng tăm lừng lẫy, vang dội khắp nơi gọi là "Chiêu"; Uy nghi, nghi lễ cung kính, sáng suốt gọi là "Chiêu"; Làm sáng tỏ đức hạnh, có công lao gọi là "Chiêu"; Thánh nhân hỏi han, thông đạt đạo lý gọi là "Chiêu"; Thánh đức kế thừa sự nghiệp gọi là "Chiêu"; Đức hạnh, sự nghiệp tiếng tăm vang xa gọi là "Chiêu"; Trí tuệ có thể xem xét điều vi tế gọi là "Chiêu"; Đức hạnh, lễ nghĩa không sai sót gọi là "Chiêu"; Cao thượng, sáng sủa, sống thọ gọi là "Chiêu"; Ẩn dật nơi xa xôi mà không bị bỏ quên gọi là "Chiêu"; Đức hạnh sáng ngời ẩn chứa bên trong gọi là "Chiêu"; Đức nhu hòa có ánh sáng rực rỡ gọi là "Chiêu". |
| 哲 (Triết)                | 知人曰哲；明知渊深曰哲；官人应实曰哲；明知周通曰哲；识微虑终曰哲；知能辨物曰哲 | Biết người gọi là "Triết"; Sáng suốt, hiểu biết sâu xa gọi là "Triết"; Làm quan hợp với thực chất gọi là "Triết"; Sáng suốt, hiểu biết thông suốt mọi việc gọi là "Triết"; Nhận biết điều nhỏ nhặt, lo nghĩ đến cuối cùng gọi là "Triết"; Trí tuệ có thể phân biệt sự vật gọi là "Triết". |
| 贞 (Trinh)                | 清白守节曰贞；大虑克就曰贞；大宪克就曰贞；不隐无屈曰贞；内外用情曰贞；忧国忘死曰贞；内外无怀曰贞；忠道不扰曰贞；保节扬名曰贞；履正中馈曰贞；守教难犯曰贞；幽间专一曰贞；恒德从一曰贞；直道不挠曰贞；名实不爽曰贞；事君无猜曰贞；德性正固曰贞；率义好修曰贞；德信正周曰贞 | Thanh bạch, giữ tiết tháo gọi là "Trinh"; Lo nghĩ lớn lao, có thể thành tựu gọi là "Trinh"; Pháp luật lớn lao, có thể thành tựu gọi là "Trinh"; Không giấu giếm, không khuất phục gọi là "Trinh"; Bên trong bên ngoài đều chân thành gọi là "Trinh"; Lo lắng cho nước, quên thân mình gọi là "Trinh"; Bên trong bên ngoài đều không có tư riêng gọi là "Trinh"; Trung thành với đạo lý, không rối loạn gọi là "Trinh"; Giữ gìn tiết tháo,扬 danh tiếng gọi là "Trinh"; Hành xử chính đáng, giữ gìn phép tắc gia đình gọi là "Trinh"; Giữ vững giáo huấn, khó xâm phạm gọi là "Trinh"; Ở nơi u ẩn vẫn chuyên nhất một lòng gọi là "Trinh"; Đức hạnh lâu dài, luôn giữ một lòng gọi là "Trinh"; Giữ đạo ngay thẳng không lay chuyển gọi là "Trinh"; Danh tiếng, thực chất không sai lệch gọi là "Trinh"; Thờ vua không nghi ngờ gọi là "Trinh"; Đức tính chính trực, kiên định gọi là "Trinh"; Theo chính nghĩa, thích tu dưỡng gọi là "Trinh"; Đức hạnh đáng tin, chính trực, chu toàn gọi là "Trinh". |
| 真 (Chân)                 | 肇敏行成曰真；不隐无藏曰真 | Bắt đầu mẫn tiệp, hành động thành công gọi là "Chân"; Không giấu giếm, không che đậy gọi là "Chân". |
| 正 (Chính)                | 内外宾服曰正；大虑克就曰正；内外用情曰正；清白守洁曰正；图国忘死曰正；内外无怀曰正；直道不挠曰正；靖恭其位曰正；其仪不忒曰正；精爽齐肃曰正；诚心格非曰正；庄以率下曰正；息邪讵诐曰正；主极克端曰正；万几就理曰正；淑慎持躬曰正；端型式化曰正；心无偏曲曰正；守道不移曰正 | Bên trong bên ngoài đều phục tùng gọi là "Chính"; Lo nghĩ lớn lao, có thể thành tựu gọi là "Chính"; Bên trong bên ngoài đều chân thành gọi là "Chính"; Thanh bạch, giữ gìn sự trong sạch gọi là "Chính"; Lo toan việc nước, quên thân mình gọi là "Chính"; Bên trong bên ngoài đều không có tư riêng gọi là "Chính"; Giữ đạo ngay thẳng không lay chuyển gọi là "Chính"; Yên ổn, cung kính ở vị trí của mình gọi là "Chính"; Nghi lễ của mình không sai sót gọi là "Chính"; Tinh thần sáng suốt, trang nghiêm, kính cẩn gọi là "Chính"; Lòng thành có thể cảm hóa điều sai trái gọi là "Chính"; Trang trọng để dẫn dắt người dưới gọi là "Chính"; Dẹp trừ tà ác, ngăn chặn lời gièm pha gọi là "Chính"; Chủ trì tiêu chuẩn mực thước, có thể đoan chính gọi là "Chính"; Muôn việc đều được cai trị theo lý lẽ gọi là "Chính"; Tốt đẹp, thận trọng giữ mình gọi là "Chính"; Đoan chính, làm khuôn mẫu cho thiên hạ gọi là "Chính"; Lòng không thiên vị, cong vẹo gọi là "Chính"; Giữ vững đạo lý không thay đổi gọi là "Chính". |
| 直 (Trực)                 | 肇敏行成曰直；治乱守正曰直；不隐其亲曰直；守道如矢曰直；言行不邪曰直；质而中正曰直；正人之曲曰直；折狱在中曰直；孝弟成性曰直；小心敬事曰直；敏行不挠曰直；率行无邪曰直；秉道正物曰直； | Bắt đầu mẫn tiệp, hành động thành công gọi là "Trực"; Cai trị loạn lạc, giữ vững chính đạo gọi là "Trực"; Không giấu giếm người thân của mình gọi là "Trực"; Giữ vững đạo lý như mũi tên thẳng tắp gọi là "Trực"; Lời nói, hành động không gian tà gọi là "Trực"; Chất phác mà trung chính gọi là "Trực"; Chỉnh đốn sự cong vẹo của người khác gọi là "Trực"; Xét xử kiện tụng ở mức trung dung gọi là "Trực"; Hiếu thảo, kính trọng anh em, thành tính gọi là "Trực"; Cẩn trọng, kính cẩn làm việc gọi là "Trực"; Mẫn tiệp hành động không lay chuyển gọi là "Trực"; Hành động theo khuôn phép, không gian tà gọi là "Trực"; Giữ vững đạo lý, chỉnh đốn sự vật gọi là "Trực". |
| 质 (Chất)                 | 名实不爽曰质；忠正无邪曰质；章义掩过曰质；言行相应曰质；恬淡无为曰质；直心靡他曰质；真纯一德曰质；至治还淳曰质；宅心笃实曰质；淳茂无华曰质；静正无华曰质；朴直无华曰质；强立守义曰质 | Danh tiếng, thực chất không sai lệch gọi là "Chất"; Trung thành, chính trực, không gian tà gọi là "Chất"; Làm nổi bật điều nghĩa, che lấp lỗi lầm gọi là "Chất"; Lời nói, hành động tương ứng với nhau gọi là "Chất"; Điềm đạm, vô vi gọi là "Chất"; Lòng dạ ngay thẳng, không có ý riêng gọi là "Chất"; Chân thật, thuần khiết, một lòng giữ đức hạnh gọi là "Chất"; Trị vì thái bình, trở về thuần phác gọi là "Chất"; Lòng dạ chân thành, chất phác gọi là "Chất"; Thuần hậu, tốt đẹp, không hoa mỹ gọi là "Chất"; Tĩnh lặng, chính trực, không hoa mỹ gọi là "Chất"; Giản dị, chất phác, không hoa mỹ gọi là "Chất"; Kiên cường, giữ vững chính nghĩa gọi là "Chất". |
| 智 (Trí)                  | 官人应实曰智；尊明胜患曰智；默行言当曰智；推芒折廉曰智；临事不惑曰智；察言知人曰智；择任而往曰智 | Làm quan hợp với thực chất gọi là "Trí"; Tôn trọng sự sáng suốt, vượt qua tai họa gọi là "Trí"; Im lặng hành động, lời nói đúng đắn gọi là "Trí"; Suy xét điều nhỏ nhặt, giữ gìn liêm khiết gọi là "Trí"; Gặp sự việc không nghi hoặc gọi là "Trí"; Xem xét lời nói để biết người gọi là "Trí"; Lựa chọn nhiệm vụ mà đi gọi là "Trí". |
| 中 (Trung)                | 王心克一曰中；刚柔不偏曰中；因时致治曰中 | Lòng vua thống nhất gọi là "Trung"; Cương nhu không thiên vị gọi là "Trung"; Tùy thời mà cai trị gọi là "Trung". |
| 忠 (Trung)                | 危身奉上曰忠；虑国忘家曰忠；让贤尽诚曰忠；危身利国曰忠；安居不念曰忠；临患不反曰忠；盛衰纯固曰忠；廉方公正曰忠；事君尽节曰忠；推贤尽诚曰忠；中能应外曰忠；杀身报国曰忠；世笃勤劳曰忠；善则推君曰忠；死卫社稷曰忠；以德复君曰忠；以孝事君曰忠；安不择事曰忠；教人以善曰忠；中能虑外曰忠；广方公正曰忠；肫诚翊赞曰忠                                                                                                   | Nguy thân để phụng sự bề trên gọi là "Trung"; Lo lắng cho nước, quên gia đình gọi là "Trung"; Nhường người hiền, hết lòng thành thật gọi là "Trung"; Nguy thân để làm lợi cho nước gọi là "Trung"; Yên ổn ở nhà mà không nghĩ đến điều gì khác gọi là "Trung"; Gặp hoạn nạn không phản bội gọi là "Trung"; Lúc thịnh vượng hay suy vong đều thuần khiết, kiên định gọi là "Trung"; Thanh liêm, ngay thẳng, công chính gọi là "Trung"; Thờ vua hết lòng trung thành gọi là "Trung"; Tiến cử người hiền, hết lòng thành thật gọi là "Trung"; Bên trong có thể ứng phó với bên ngoài gọi là "Trung"; Sát thân báo quốc gọi là "Trung"; Đời đời chăm chỉ cần cù gọi là "Trung"; Điều thiện thì ca ngợi vua gọi là "Trung"; Chết để bảo vệ xã tắc gọi là "Trung"; Dùng đức hạnh để giúp vua trở lại chính đạo gọi là "Trung"; Dùng lòng hiếu thảo để thờ vua gọi là "Trung"; Yên ổn mà không lựa chọn việc gì gọi là "Trung"; Dạy người làm điều thiện gọi là "Trung"; Bên trong có thể lo nghĩ đến bên ngoài gọi là "Trung"; Rộng rãi, ngay thẳng, công chính gọi là "Trung"; Chân thành, giúp đỡ, khen ngợi gọi là "Trung". |
| 终 (Chung)                | 有始有卒曰终；克成令名曰终 | Có bắt đầu có kết thúc gọi là "Chung"; Có thể hoàn thành danh tiếng tốt đẹp gọi là "Chung". |
| 纣 (Trụ)                  | 残义损善曰纣 | Tàn ác, tổn hại điều thiện gọi là "Trụ". |
| 专 (Chuyên)               | 好功自是曰专；违命自用曰专 | Thích công lao, tự cho mình là đúng gọi là "Chuyên"; Trái mệnh lệnh, tự ý hành động gọi là "Chuyên". |
| 庄 (Trang)                | 兵甲亟作曰庄；睿圉克服曰庄；胜敌志强曰庄；死于原野曰庄；屡征杀伐曰庄；武而不遂曰庄；真心大度曰庄；好勇致力曰庄；威而不猛曰庄；严敬临民曰庄；履正志和曰庄；维德端严曰庄；恭敬端肃曰庄；端恪临民曰庄；端一克诚曰庄；齐敬中礼曰庄；执德不矜曰庄；德盛礼恭曰庄；严恭自律曰庄；严恪有仪曰庄 | Binh giáp thường xuyên được sử dụng gọi là "Trang"; Trí tuệ sáng suốt, chế ngự kẻ địch gọi là "Trang"; Chiến thắng kẻ địch, chí khí mạnh mẽ gọi là "Trang"; Chết nơi đồng hoang gọi là "Trang"; Nhiều lần chinh chiến, giết chóc gọi là "Trang"; Dũng mãnh mà không thành công gọi là "Trang"; Lòng chân thành, độ lượng gọi là "Trang"; Thích dũng cảm, nỗ lực hết mình gọi là "Trang"; Uy nghiêm mà không hung dữ gọi là "Trang"; Nghiêm trang, kính cẩn khi cai trị dân gọi là "Trang"; Hành xử chính đáng, chí hướng hòa nhã gọi là "Trang"; Giữ gìn đức hạnh, đoan chính, nghiêm trang gọi là "Trang"; Cung kính, đoan chính, nghiêm túc gọi là "Trang"; Đoan chính, cẩn trọng khi cai trị dân gọi là "Trang"; Đoan chính, chuyên nhất, thành thật gọi là "Trang"; Trang nghiêm, kính cẩn, hợp lễ nghi gọi là "Trang"; Giữ vững đức hạnh, không kiêu căng gọi là "Trang"; Đức hạnh tốt đẹp, lễ nghi cung kính gọi là "Trang"; Nghiêm trang, cung kính, tự kiềm chế bản thân gọi là "Trang"; Nghiêm trang, cẩn trọng, có nghi lễ gọi là "Trang". |
| 壮 (Tráng)                | 威德刚武曰壮；赫围克服曰壮；胜敌克乱曰壮；好力致勇曰壮；屡行征伐曰壮；武德刚毅曰壮；非礼弗履曰壮 | Uy đức cương nghị, dũng mãnh gọi là "Tráng"; Uy danh lừng lẫy, chế ngự kẻ địch gọi là "Tráng"; Chiến thắng kẻ địch, chế ngự loạn lạc gọi là "Tráng"; Thích dùng sức mạnh để đạt được sự dũng mãnh gọi là "Tráng"; Nhiều lần chinh chiến, đánh dẹp gọi là "Tráng"; Đức võ dũng mãnh, cương nghị gọi là "Tráng"; Không hợp lễ nghĩa thì không hành động gọi là "Tráng". |
| 纵 (Túng)                 | 弱而立志曰纵；败乱百度曰纵；忘德败礼曰纵 | Yếu đuối mà lập chí hướng gọi là "Túng"; Hỏng bét, hỗn loạn trăm bề gọi là "Túng"; Quên đức hạnh, bỏ phế lễ nghĩa gọi là "Túng". |

Các thời kỳ sau bổ sung thêm các chữ dùng trong thụy hiệu.

## Hệ thống thụy hiệu Việt Nam
Chế độ thụy hiệu trong lịch sử Việt Nam đã trải qua một quá trình phát triển kéo dài, từ thời Lý Nam Đế đến thời Nguyễn, với các quy tắc và hình thức thụy hiệu khác nhau trong từng giai đoạn lịch sử.
Vào thời kỳ trước khi nhà Lý thành lập, hình thức thụy hiệu chủ yếu sử dụng một chữ, như "Nam Đế", "Tiên Vương"; cũng có trường hợp dùng hai hoặc ba chữ như "Đại Thắng Minh Hoàng Đế".
Đến thời Lý thụy hiệu từ một chữ hoặc hai chữ dần phát triển thành ba chữ, thậm chí nhiều hơn như thụy hiệu "Hiếu Từ Thánh Thần Văn Vũ Hoàng Đế", "Quảng Văn Sùng Hiếu Khâm Minh Văn Vũ Hoàng Đế". Trong thời nhà Lý các thụy hiệu đa phần sẽ có chữ Hiếu.
Vào thời nhà Trần về sau số chữ trong thụy hiệu không cố định, được sử dụng một cách chặt chẽ hơn, chủ yếu nêu lên công trạng người được phong thụy hiệu. Ví dụ: Trần Thái Tông có thụy hiệu "Thống Thiên Ngự Cực Long Công Mậu Đức Hiển Hòa Hựu Thuận Thần Văn Thánh Vũ Nguyên Hiếu Hoàng đế" trong đó "Thống Thiên Ngự Cực" (統天御極) nghĩa là thống nhất thiên hạ, cai trị đỉnh cao; "Long Công Mậu Đức" (隆功茂德) công lao lớn, đức hạnh dồi dào; "Hiển Hòa Hựu Thuận" (顯和佑順) hiển thị sự hòa hợp, bảo vệ và thuận theo; "Thần Văn Thánh Võ" (神文聖武) có tài văn và tài võ xuất chúng; "Nguyên Hiếu" (元孝) đạo hiếu cơ bản, đặt nền tảng. Hay thụy hiệu Trần Hưng Đạo là "Nhân Võ" (仁武) ca ngợi khả năng lãnh đạo không chỉ bằng sự nhân từ và đạo đức mà còn bằng sức mạnh và tài năng quân sự.

### Thông Thụy
Thông thụy là việc thiết lập thụy hiệu chung cho một nhóm người có địa vị nhất định. Triều đại Nguyễn cũng đã thiết lập thông thụy cho các thành viên hoàng tộc với các tước vị khác nhau, trừ khi có cống hiến đặc biệt, nếu không sẽ không được ban thêm mỹ thụy. Vào tháng 9 năm Tự Đức thứ 26 (1873), triều đình Nguyễn đã quy định thông thụy cho các hoàng thân, công chúa, và các cấp bậc trong cung. Sau khi hoàng tử, công chúa và các cấp bậc trong cung qua đời, thụy hiệu sẽ được ban theo cấp bậc tương ứng, trừ khi có cống hiến đặc biệt, sẽ không được triều đình ban thêm mỹ thụy.
- Thân vương: Thụy "Đoan Cung"
- Quận vương: Thụy "Trang Cung"
- Thân công: Thụy "Cung Túc"
- Quốc công: Thụy "Cung Mục"
- Quận công: Thụy "Cung Lượng"
- Công chúa: Thụy "Mỹ Thục"
- Phi bậc nhất: Thụy "Huy Thuận"
- Phi bậc nhì: Thụy "Ý Thuận"
- Tần bậc ba: Thụy "Nhã Thuận"
- Tần bậc bốn: Thụy "Nhàn Thuận"
- Tần bậc năm: Thụy "Lệ Thuận"
- Tiệp dư bậc sáu: Thụy "Nhu Thuận"
- Quý nhân bậc bảy: Thụy "Trang Thuận"
- Mỹ nhân bậc tám: Thụy "Cẩn Thuận"
- Tài nhân bậc chín và những người không thuộc chín bậc trong cung: Thụy "Thục Thuận"